# Campionato mondiale di Formula 1 1976
Il campionato mondiale di Formula 1 1976 organizzato dalla FIA è stato, nella storia della categoria, il 27° ad assegnare il campionato piloti e il 19° ad assegnare il campionato costruttori. È iniziato il 25 gennaio e terminato il 24 ottobre, dopo 16 gare, due in più rispetto alla stagione precedente.
Il titolo dei piloti è andato per la prima volta all'inglese James Hunt, mentre quello costruttori, per la quarta volta, all'italiana Scuderia Ferrari. L'accesa sfida sportiva per l'alloro mondiale tra Hunt e il campione in carica Niki Lauda, culminata nel grave incidente occorso all'austriaco al Nürburgring Nordschleife e nel suo inaspettato, immediato ritorno alle corse, ha fatto sì che tale stagione sia ricordata come una delle più entusiasmanti nella storia della Formula 1.

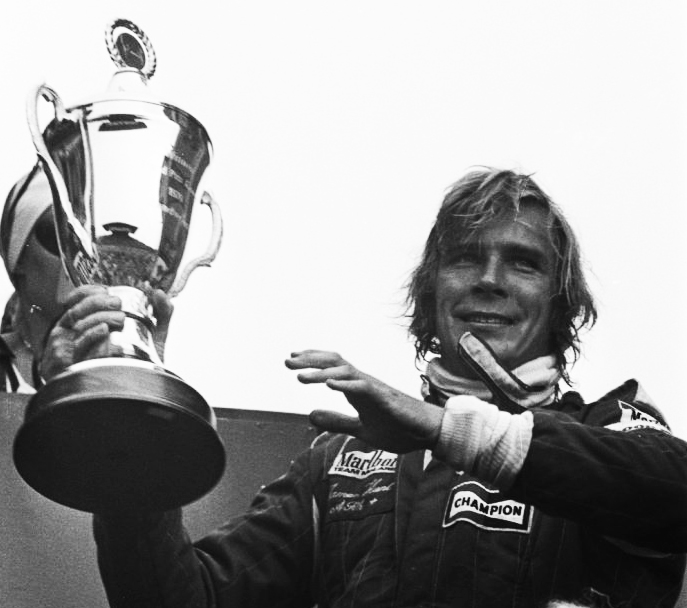
James Hunt vince il suo primo e unico titolo mondiale.

## La pre-stagione

### Il calendario
Il calendario venne basato su 16 gare; Successivamente saltò la prima gara, il Gran Premio d'Argentina inizialmente prevista per l'11 gennaio, che venne sostituita dalla prima edizione del Gran Premio del Giappone. Venne ipotizzata la tenuta di un secondo Gran Premio in Brasile, in sostituzione di quello argentino, da tenersi a Brasilia oppure a Goias nel mese di febbraio. Rischiò di saltare anche il Gran Premio del Sudafrica, sempre per ragioni finanziarie. A luglio venne deciso di far slittare di una settimana il Gran Premio del Canada, previsto per il 26 settembre, che venne così fissato al 3 ottobre.
Il numero di 16 gare rappresentò, all'epoca, il record di gran premi iridati in una stagione.
| Gara | Nome ufficiale del gran premio          | Circuito                       | Sede                       | Data         | Ora    | Ora   | Ora   | Diretta TV                                               |
| Gara | Nome ufficiale del gran premio          | Circuito                       | Sede                       | Data         | Locale | UTC   | ITA   | Diretta TV                                               |
| ---- | --------------------------------------- | ------------------------------ | -------------------------- | ------------ | ------ | ----- | ----- | -------------------------------------------------------- |
| 1    | Grande Prêmio do Brasil                 | Circuito di Interlagos         | San Paolo del Brasile      | 25 gennaio   | 12:00  | 15:00 | 16:00 | Non trasmesso                                            |
| 2    | South African Grand Prix                | Circuito di Kyalami            | Midrand                    | 6 marzo      | 12:30  | 10:30 | 11:30 | Non trasmesso                                            |
| 3    | United States Grand Prix West           | Circuito di Long Beach         | Long Beach                 | 28 marzo     | 13:15  | 20:15 | 21:15 | Programma Nazionale, all'interno della Domenica Sportiva |
| 4    | Gran Premio de España                   | Circuito permanente del Jarama | San Sebastián de los Reyes | 2 maggio     | 16:00  | 14:00 | 15:00 | Rete 2                                                   |
| 5    | Grote Prijs van Belgie                  | Circuito Terlaemen di Zolder   | Heusden-Zolder             | 16 maggio    | 15:00  | 13:00 | 14:00 | Rete 2                                                   |
| 6    | Grand Prix Automobile de Monaco         | Circuito di Monte Carlo        | Monaco                     | 30 maggio    | 15:30  | 13:30 | 15:30 | Rete 2 / Telemontecarlo                                  |
| 7    | Gislaved Sveriges Grand Prix            | Circuito di Anderstorp         | Anderstorp                 | 13 giugno    | 14:00  | 12:00 | 14:00 | Non trasmesso                                            |
| 8    | Grand Prix de France                    | Circuito Paul Ricard           | Le Castelet                | 4 luglio     | 15:00  | 13:00 | 15:00 | Rete 2, all'interno de L'altra domenica                  |
| 9    | John Player British Grand Prix          | Circuito di Brands Hatch       | West Kingsdown             | 18 luglio    | 15:00  | 13:00 | 15:00 | Non trasmesso                                            |
| 10   | Großer Preis von Deutschland            | Nürburgring                    | Nürburg                    | 1º agosto    | 14:00  | 13:00 | 14:00 | Non trasmesso                                            |
| 11   | Raiffeisen Großer Preis von Österreich  | Österreichring                 | Spielberg bei Knittelfeld  | 15 agosto    | 14:30  | 13:30 | 14:30 | Rete 2                                                   |
| 12   | Grote Prijs van Nederland               | Zandvoort Park                 | Zandvoort                  | 29 agosto    | 14:00  | 12:00 | 14:00 | Rete 2                                                   |
| 13   | Gran Premio d'Italia                    | Autodromo nazionale di Monza   | Monza                      | 12 settembre | 15:30  | 13:30 | 15:30 | Rete 2                                                   |
| 14   | Labatt's 50 Canadian Grand Prix         | Mosport International Raceway  | Bowmanville                | 3 ottobre    | 15:15  | 19:15 | 20:15 | Non trasmesso                                            |
| 15   | Grand Prix of the United States         | Watkins Glen International     | Watkins Glen               | 10 ottobre   | 14:15  | 18:15 | 19:15 | Rete 2                                                   |
| 16   | Formula One World Championship in Japan | Fuji International Speedway    | Oyama                      | 24 ottobre   | 15:10  | 06:10 | 07:10 | Rete 2                                                   |

### Accordi e fornitori
L'Alfa Romeo rientrò in F1, fornendo i propulsori alla Brabham. La casa italiana tornava nella massima formula dopo 5 stagioni; la sua ultima apparizione era stata nel GP degli USA 1971, quando aveva motorizzato una March. Fino a quel momento, come motorista, l'Alfa aveva disputato 29 gran premi validi per il mondiale, con 10 vittorie, 13 gpv e 10 pole.

Jacques Laffite su Ligier-Matra nel Gran Premio d'Italia. La Matra, dopo la breve collaborazione con la Shadow nel 1975, fornì i motori alla neoentrante Ligier.

La francese Matra, dopo il breve partnerariato con la Shadow nel 1975, fornì il motore alla neoentrante Ligier. Grazie a questa situazione, nel Gran Premio del Brasile, prima gara del campionato, ben 5 motori diversi si ritrovarono in griglia (cosa che non capitava dal GP degli USA 1972): oltre ad Alfa e Matra, vennero utilizzati anche motori Ferrari, BRM e il Ford Cosworth DFV, che continuava a essere il propulsore più largamente impiegato.
La Goodyear continuò ad essere il fornitore degli pneumatici. Solo nel GP del Giappone la scuderia nipponica Heroes Racing, che utilizzava una Tyrrell, portò all'esordio la casa locale Bridgestone, mentre un'altra scuderia nipponica, la Kojima, utilizzò coperture Dunlop. La casa britannica tornava in F1 dopo un'assenza di 6 stagioni.

## Scuderie e piloti

### Scuderie
L'incidente aereo del 29 novembre 1975 in cui perirono, tra gli altri, Graham Hill e il pilota Tony Brise, portò all'abbandono dell'attività per la scuderia Embassy Hill. Il magnate canadese Walter Wolf acquistò il 60% della Frank Williams Racing Cars, ove Frank Williams continuò ad avere la gestione della scuderia. Poco prima Wolf aveva acquistato delle vetture dalla Hesketh, il modello 308C, che vennero ribattezzate Wolf-Williams FW05 dopo l'arrivo di Harvey Postlethwaite come capo progettista. Il team mantenne la sede a Reading. Dal Gran premio di Spagna Walter Wolf decise di ribattezzare ufficialmente la Frank Williams Racing Cars come Walter Wolf Racing.

Larry Perkins con la Boro nel Gran Premio d'Italia 1976. La scuderia nacque da una lite giudiziaria sorta tra l'Ensign e un suo sponsor.

La Hesketh, dal suo canto, soffrì una grave crisi finanziaria per l'assenza di sponsor, che mise in dubbio la sua partecipazione al campionato.
La scuderia privata RAM iscrisse due Brabham BT44B-Ford Cosworth. La scuderia acquistò le due vetture a fine 1975, assieme coi motori e i pezzi di ricambio; il patron della Brabham Bernie Ecclestone spinse affinché sulle vetture venissero schierati due piloti scelti tra Kessel, Maurizio Flammini e Patrick Nève.
Nella prima gara della stagione fece il suo esordio una scuderia francese, con una certa esperienza nelle gare per vetture sport: la Ligier, motorizzata Matra. Il team iscrisse Jacques Laffite, campione europeo in carica di Formula 2, che nel 1975 aveva anche disputato la stagione in F1 con la Williams. Dopo la prima gara fu la BRM ad abbandonare il mondiale. In Sudafrica la Hesketh tornò a competere grazie a Harald Ertl, che acquistò una delle vetture britanniche. Dopo la terza gara stagionale, a Long Beach, la Parnelli abbandonò definitivamente la F1.
Nel Gran Premio di Spagna fece il suo esordio la casa olandese Boro, nata da una controversia giudiziaria tra la Ensign e un suo sponsor, l'HB Bewaking. In pagamento alla ditta sponsorizzatrice venne data una vettura Ensign del 1975, ribattezzata Boro 001. La Boro aveva acquistato inoltre il materiale della Embassy Hill, che si era disciolta dopo l'incidente aereo in cui era perito Graham Hill, per poter partecipare al campionato 1976.
La Ferrari annunciò il 5 agosto la decisione di voler abbandonare immediatamente il mondiale di Formula 1, in protesta per le decisioni della Federazione di riammettere in classifica del gran premio di Spagna James Hunt e per il mancato sostegno delle autorità sportive italiane.
Il 23 agosto la Ferrari ritornò sui suoi passi e decise di ripresentarsi al via. La casa italiana ottenne l'impegno a una riforma della CSI, la commissione internazionale che controllava la regolarità delle monoposto, che prevedesse l'entrata di rappresentanti dei costruttori nell'organismo
Dal Gran Premio del Canada la Boro non fece più nessun'apparizione nel mondiale 1976. La gara del Giappone vide l'esordio della Kojima e il ritorno della Maki, assente dal Gran Premio d'Italia 1975.

### Piloti

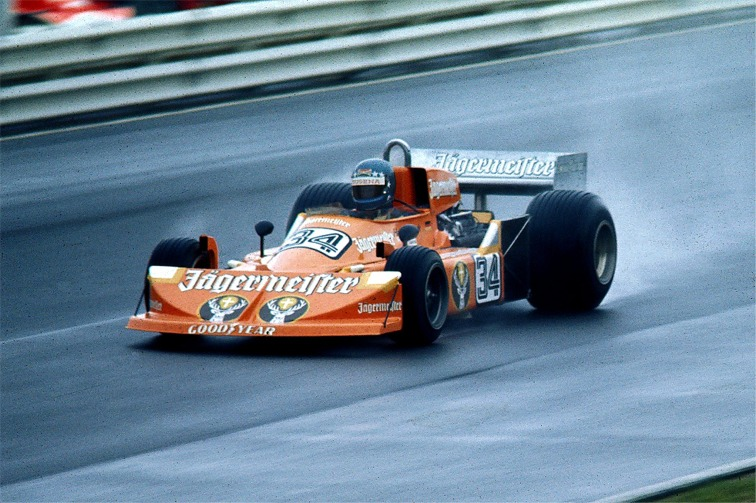
Hans-Joachim Stuck venne confermato dalla March.

La Scuderia Ferrari, la Tyrrell, la Shadow e la Brabham confermarono le coppie di piloti con cui avevano affrontato la stagione precedente. Anche la March confermò la coppia Brambilla-Stuck, e riprese Lella Lombardi, che nel GP degli USA 1975 era stata ingaggiata dalla Williams.
Emerson Fittipaldi lasciò la McLaren, per correre con il team di sua proprietà, la Copersucar, in cui fece coppia, almeno nel primo gran premio, col connazionale, esordiente in F1, Ingo Hoffmann. Fittipaldi venne in breve sostituito, alla McLaren, dall'inglese James Hunt, pilota ritenuto molto talentuoso ma generalmente mal visto nel circus per via del controverso carattere. L'altro britannico, Ian Ashley, venne ingaggiato dalla BRM.
L'italoamericano Mario Andretti, per la prima gara della stagione, venne ingaggiato dalla Lotus, per far coppia con Ronnie Peterson e sostituire un altro svedese Gunnar Nilsson, ancora sotto opzione con la March. Jacky Ickx, che nel 1975 aveva disputato la gran parte della stagione col team di Colin Chapman, venne ingaggiato dalla Williams, dove trovò Renzo Zorzi, pilota trentino che aveva disputato il Gran Premio d'Italia 1975 col team britannico.
Nel Gran Premio del Sudafrica la Lotus perse i due piloti con i quali aveva affrontato il Gran Premio del Brasile: Mario Andretti tornò alla Parnelli, mentre Ronnie Peterson prese il posto di Lella Lombardi alla March. Al loro posto venne ingaggiato Bob Evans (che nel 1975 aveva disputato diverse gare con la BRM) per far coppia con lo svedese esordiente Gunnar Nilsson.
Si rividero la Hesketh (con Harald Ertl), l'Ensign con Chris Amon, e la Surtees con Brett Lunger. Sostituzione di pilota alla Wolf-Williams: il francese Michel Leclère prese il volante di Renzo Zorzi. Non si registrò la tradizionale pattuglia di team locali, anche per la cessazione del locale campionato di Formula 1: vi fu il solo Ian Scheckter con una Tyrrell, del Team Lexington.
Nel corso del fine settimana venne annunciato lo scioglimento della GPDA, il sindacato dei piloti. Di fatto questi ultimi decisero di appoggiarsi alle richieste dei costruttori, creando all'interno di quella associazione una commissione per la sicurezza composta da Niki Lauda, Emerson Fittipaldi, Jody Scheckter, Jochen Mass e Jean-Pierre Jarier.

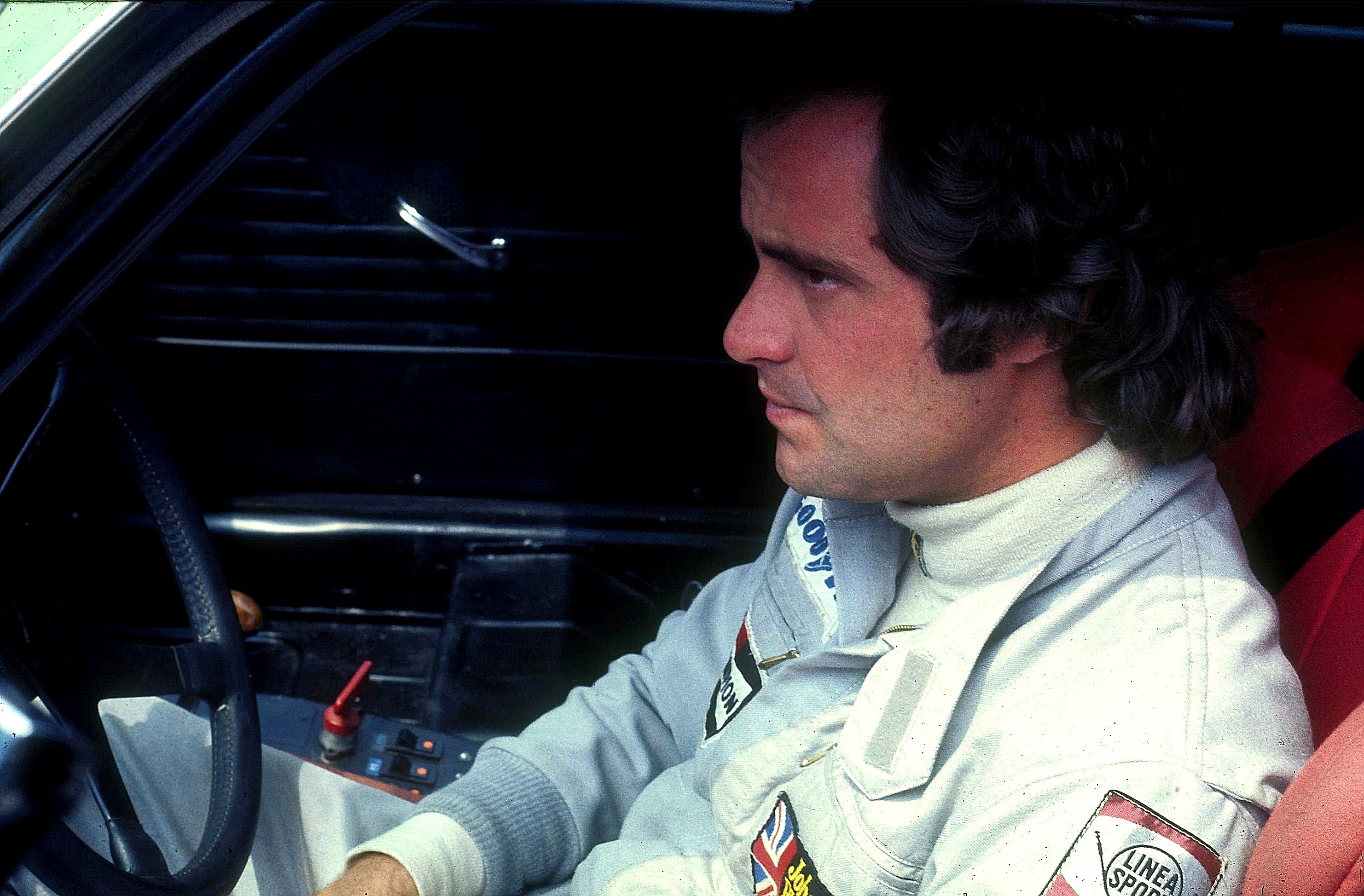
Gunnar Nilsson, ritratto prima di una gara di contorno del GP di Germania fece il suo esordio in F1 nel GP di Kyalami con la Lotus, dopo che nella prima gara non poté correre in quanto ancora sotto opzione per la March.

A Long Beach, terza gara della stagione, la Copersucar tornò a presentare una seconda vettura, ancora affidata a Ingo Hoffmann; così fece anche la Surtees con Alan Jones. Altro ritorno quello dell'italiano Arturo Merzario al volante di una March privata, gestita dall'Ovoro Team March.
Dalla gara di Jarama la Parnelli abbandonò il mondiale, questa volta definitivamente: il suo pilota, Mario Andretti, trovò nuovamente un ingaggio alla Lotus, per sostituire Bob Evans. Andretti aveva corso già il primo gran premio stagionale con la casa inglese. La RAM, che utilizzava della Brabham motorizzate Ford Cosworth, portò all'esordio lo svizzero Loris Kessel (che aveva già disputato le due gare non valide per il campionato tra marzo e aprile in Inghilterra) e lo spagnolo Emilio de Villota. Esordiente fu anche un altro pilota locale, Emilio Zapico, sulla Williams del team Mapfre. La Boro scelse come pilota l'australiano Larry Perkins, che aveva tentato di qualificarsi, senza successo nel Gran Premio di Germania 1974, a bordo di un'Amon.
Nel Gran Premio di Zolder il belga Patrick Nève fece il suo esordio, nel mondiale, con una Brabham-Ford Cosworth del RAM Racing, ove sostituì Emilio de Villota; l'inglese Guy Edwards, che mancava dal Gran Premio di Germania 1974, venne ingaggiato sulla seconda Hesketh. Il pilota elvetico Antonio Bernardo, iscritto dalla Ensign, non prese parte nemmeno alle prove. La Copersucar partecipò col solo Emerson Fittipaldi.

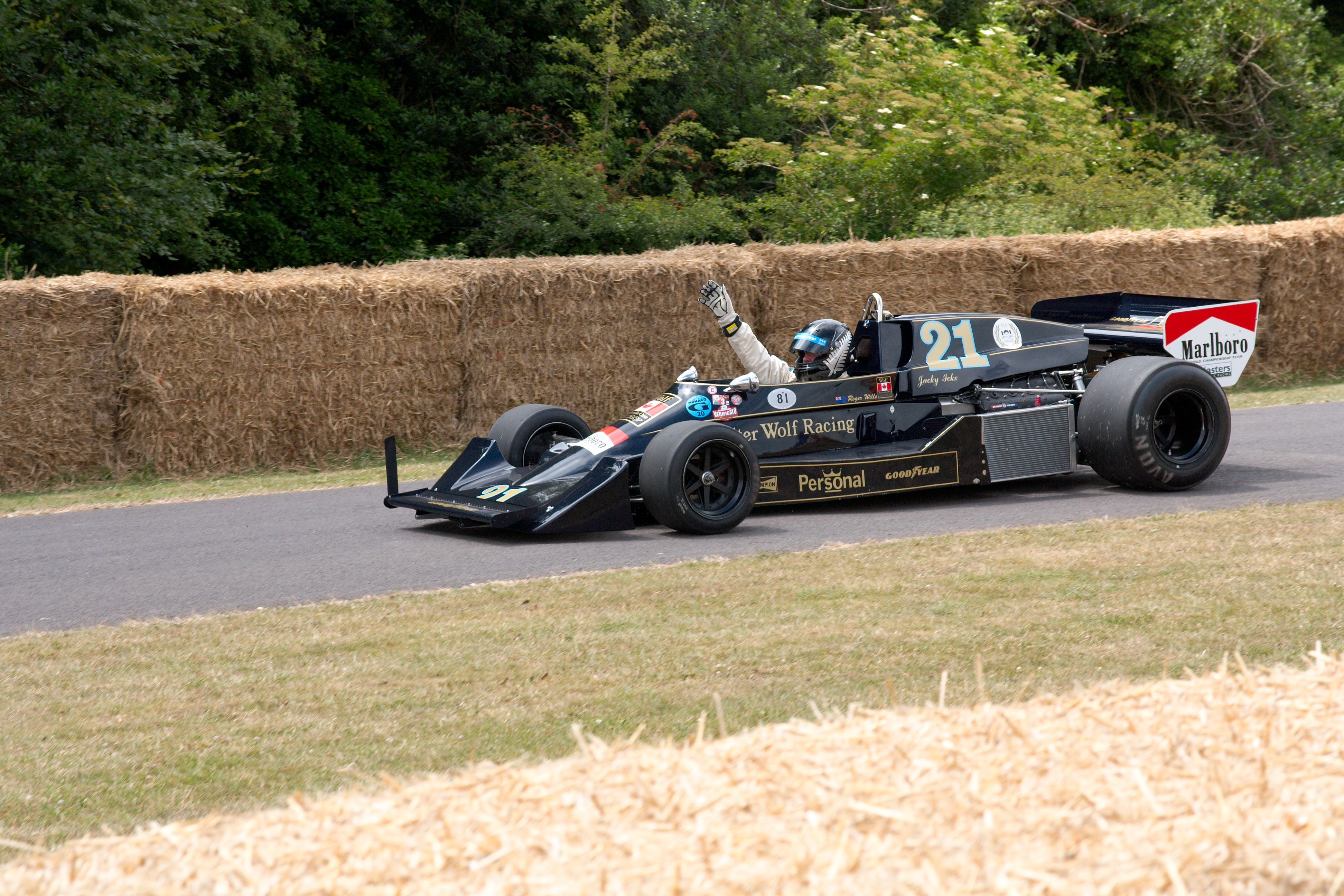
Una Wolf-Williams FW05 nel 2010. Essa era una Hesketh 308C modificata e acquistata da Walter Wolf, per poi essere ribattezzata col suo nome

A Montecarlo non partecipò la RAM, mentre la Copersucar e la Hesketh presentarono una sola vettura: nel primo caso per Fittipaldi, nel secondo per Ertl. Saltò la gara anche Mario Andretti, impegnato nella 500 Miglia di Indianapolis. La Lotus non lo sostituì con nessun altro pilota. Si rivide però Henri Pescarolo, che ebbe a disposizione una Surtees del team Norev. Il francese, che nel 1975 era stato iscritto al gran premio ma non vi partecipò per l'indisponibilità della vettura (sempre una Surtees), mancava dalla F1 dal Gran Premio d'Italia 1974, corso al volante di una BRM.
Nel gran premio seguente, in Svezia si rividero i piloti statunitensi Mario Andretti (Lotus) e Brett Lunger (Surtees). Partecipò nuovamente anche la RAM che fece esordire il pilota danese Jac Nellemann, a far coppia con Loris Kessel. Su una delle Wolf-Williams venne iscritto un altro danese, Tom Belsø, al posto di Jacky Ickx, impegnato nella 24 Ore di Le Mans. Belsø, la cui ultima presenza nel mondiale era stata il Gran Premio di Gran Bretagna 1974, non prese però parte alle prove.
Al Paul Ricard il belga Jacky Ickx, dopo la vittoria alla 24 Ore di Le Mans, tornò sulla Wolf Williams; l'altro belga Patrick Nève sostituì Chris Amon alla Ensign (infortunato nel GP di Svezia e non in perfetta forma), dopo aver corso il GP del Belgio con la Brabham gestita dalla RAM e proprio alla RAM il britannico Damien Magee prese il posto di Jac Nellemann. L'unica partecipazione per Magee nel mondiale di F1 risaliva al Gran Premio di Svezia 1975, al volante di una Williams.
Venne iscritta una seconda Hesketh dal Penthouse Rizla Racing per Guy Edwards. Edwards mancava nel mondiale dal Gran Premio di Germania 1974, corso con una Lola della scuderia di Hill. Anche la Copersucar schierò nuovamente una seconda vettura, sempre per Ingo Hoffmann. Si rivide anche Henri Pescarolo, con la sua Surtees del Team Norev. Inizialmente venne annunciata anche dalla Ligier l'iscrizione di una seconda vettura, affidata a Jean-Pierre Jarier, proveniente dalla Shadow. Successivamente Jarier non venne confermato e, quindi, partecipò al gran premio con la scuderia anglo-statunitense. Non prese parte all'evento la Boro.

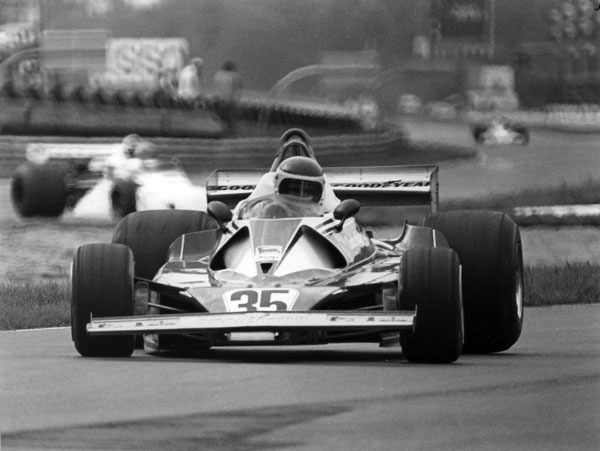
Carlos Reutemann nel GP di Monza. Per l'ultima volta la Ferrari presentò al via di un GP tre vetture.

Nel GP di Gran Bretagna furono due le donne iscritte al gran premio (per la prima e unica volta nella storia del mondiale): l'italiana Lella Lombardi, che aveva corso il Gp del Brasile con una March, venne ingaggiata dalla RAM. A far coppia con lei venne ingaggiato Bob Evans, che mancava dal Gran Premio di Long Beach, in cui non si era qualificato al volante della Lotus.
L'altra donna iscritta fu la britannica Divina Galica, ex campionessa di sci, all'esordio nel mondiale, con una Surtees del team Shellsport. L'inglese venne iscritta col numero 13, numero considerato poco fortunato e per questo tuttora non presente nella numerazione fissa d'inizio del mondiale. Gli unici due precedenti di utilizzo erano stati nel Gran Premio di Germania 1953 dal tedesco Mauritz von Strachwitz (che però non aveva preso parte alle prove) e del messicano Moisés Solana nel Gran Premio del Messico 1963.
All'Ensign tornò Chris Amon, ripresosi dall'incidente di Anderstorp La Wolf-Williams e la Copersucar presentarono una sola vettura (la prima per Jacky Ickx, la seconda per Emerson Fittipaldi). Completò il quadro degli iscritti Mike Wilds con una Shadow del Team P.R. Reilly. Il britannico faceva il suo ritorno nel mondiale di F1 dai tempi del Gran Premio del Brasile 1975, corso con la BRM.
In Germania l'italiano Arturo Merzario, che fino a questo momento aveva avuto a disposizione una March, prese il posto di Jacky Ickx alla Wolf-Williams. La RAM, per far coppia con Lella Lombardi al posto di Bob Evans, affidò una delle due sue Brabham al tedesco Rolf Stommelen (che mancava dal Gran Premio d'Italia 1975 corso con la Hill). Fece il suo esordio nel mondiale il pilota lombardo Alessandro Pesenti-Rossi con una Tyrrell della Scuderia GULF Rondini. Al termine della prima giornata di prove le due Brabham-Ford Cosworth del team RAM vennero sequestrate dalla polizia tedesca su richiesta del pilota svizzero Loris Kessel, che era stato appiedato dalla scuderia dopo il gran premio di Francia. Rolf Stommelen fu così assunto dal team ufficiale Brabham per il prosieguo del weekend.
La mancanza della Ferrari, e di Lauda in particolare, mise addirittura in dubbio la tenuta del gran premio d'Austria. In quella occasione l'austriaco Hans Binder prese, sulla Ensign, il posto lasciato da Chris Amon, che venne licenziato per essersi rifiutato di prendere parte alla seconda partenza del gran premio di Germania, dopo l'incidente di Lauda. Binder era all'esordio nel mondiale di F1, dopo una breve gavetta in Formula 2. Altri due piloti austriaci vennero iscritti alla gara: Karl Oppitzhauser con una March del team Sports cars of Austria e Otto Stuppacher, con la terza Tyrrell. I due avevano partecipato a una gara promossa dallo stesso Automobil Club Austriaco che organizzava il Gran Premio d'Austria, che consentiva ai primi due classificati di ottenere una somma di denaro al fine di partecipare al gran premio. Vennero però considerati troppo inesperti e non fatti partecipare alla gara.
La RAM, dopo essersi vista sequestrare le sue due vetture nel gran premio di Germania per una causa promossa da Loris Kessel, tornò a schierare proprio lo svizzero, assieme a Lella Lombardi. L'ex pilota della RAM, il tedesco Rolf Stommelen, che era poi passato, nel corso del weekend del Nürburgring alla Brabham, non venne confermato invece dal team di Bernie Ecclestone.

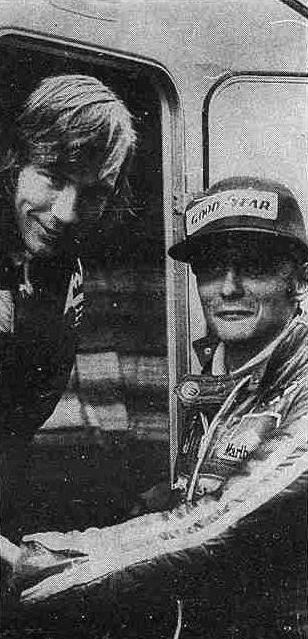
James Hunt e Niki Lauda duellarono per il titolo piloti fino all'ultima gara in Giappone.

In Olanda la Ferrari partecipò al gran premio il solo Clay Regazzoni, con Niki Lauda ancora convalescente. Inizialmente Carlos Reutemann annunciò l'abbandono della Brabham, per essere sostituito da Rolf Stommelen. Successivamente l'argentino venne confermato dalla casa britannica ancora per questo gran premio, mentre il tedesco, già impegnato nel Gran Premio di Germania proprio con la Brabham, trovò un ingaggio sulla Hesketh. La Surtees sostituì Brett Lunger con Conny Andersson, all'esordio nel mondiale. Il belga Jacky Ickx, dopo aver corso nella prima parte della stagione con la Wolf-Williams trovò il volante dell'Ensign, ove prese il posto di Hans Binder. La gara olandese vide il ritorno della casa locale Boro, sempre con una vettura affidata a Larry Perkins, e l'esordio nel mondiale del pilota di casa Boy Hayje su una Penske della F&S Properties. Non si vide invece la RAM, ancora bloccata da questioni giudiziarie.
Per il Gran Premio di Monza, al fine di sostituire Lauda, la Scuderia Ferrari ingaggiò Carlos Reutemann, che fino a quel momento aveva corso per la Brabham-Alfa Romeo. Per l'argentino si ipotizzò che potesse prendere il posto di Clay Regazzoni per la stagione seguente, oltre che completare la stagione 1976 col Cavallino. La Brabham, per sostituire Reutemann, si affidò a Rolf Stommelen, già impiegato nel Gran Premio di Germania, e che in Olanda aveva corso con la Hesketh. Su quest'ultima vettura tornò Guy Edwards. Anche Brett Lunger riprese il suo posto alla Surtees al posto di Conny Andersson.
Lauda annunciò il suo desiderio di tornare a correre al gran premio d'Italia, dopo solo 42 giorni dal terrificante incidente del Nürburgring. Il martedì prima della gara l'austriaco testò la vettura sul Circuito di Fiorano. Le condizioni dell'austriaco erano ancora alquanto precarie. Fu necessario infatti modificargli il casco per cercare di limitare le perdite di sangue che si verificano con sfregamento sulle ferite del volto non ancora rimarginate; l'autorizzazione della commissione medica arrivò il venerdì mattina, prima delle prove. La Ferrari si trovò così a iscrivere tre vetture per il gran premio: cosa che non capitava dal Gran Premio degli Stati Uniti d'America 1972, con Andretti, Ickx e Regazzoni.
Non si vide la Penske della F&S Properties, mentre si iscrisse alla gara anche Otto Stuppacher che nel Gran Premio d'Austria era stato escluso per la scarsa esperienza automobilistica. La RAM decise di non partecipare ancora alla gara per le solite diatribe giudiziarie con Loris Kessel. Lo svizzero prese però parte alle prove con una Williams privata. In Canada la Ferrari rinunciò a iscrivere una terza vettura per il gran premio: così solo Lauda e Regazzoni vi presero parte, mentre Carlos Reutemann non venne più impiegato fino al termine della stagione. Larry Perkins, fino a quel momento al volante della Boro, passò alla Brabham, per prendere il posto di Rolf Stommelen.
Il neozelandese Chris Amon, dopo essere stato licenziato dall'Ensign all'indomani del Gran Premio di Germania per essersi rifiutato di prendere il via alla seconda partenza, dopo l'incidente di Niki Lauda, venne ingaggiato dalla Wolf-Williams. Per lui si trattava del quattordicesimo, e ultimo, costruttore diverso per il quale corse nel mondiale. Amon detiene così il record, ancora imbattuto, di pilota che è stato ingaggiato dal più alto numero di costruttori diversi per una gara del mondiale. Non si vide più invece Alessandro Pesenti-Rossi, così come continuò a mancare la RAM.
Al Glen la Wolf-Williams sostituì l'infortunato Chris Amon con l'australiano, al suo esordio nel mondiale, Warwick Brown, proveniente dalla Formula 5000. L'altro pilota infortunatosi a Mosport, Guy Edwards, venne sostituito da un altro esordiente, il brasiliano Alex-Dias Ribeiro, giunto quarto nel Campionato europeo di F2 con una March-BMW.
Nel Gran Premio del Giappone vi fu una interessante nota locale data da un piccolo gruppo di piloti partecipanti al locale campionato di F2000, tutti all'esordio nel mondiale: Masami Kuwashima (inizialmente iscritto dalla RAM) prese il posto di Warwick Brown alla Wolf-Williams, Noritake Takahara (che aveva già partecipato al BRDC International Trophy 1974 con la March) quello di Brett Lunger alla Surtees, Kazuyoshi Hoshino trovò un ingaggio sulla Tyrrell della Heroes Racing, mentre Masahiro Hasemi portò all'esordio la Kojima. Non parteciparono alla trasferta l'Ensign, con Ickx infortunato, Otto Stuppacher e Henri Pescarolo, mentre l'Hesketh iscrisse il solo Ertl. La rientrante Maki invece propose Tony Trimmer. Masami Kuwashima, dopo gli scarsi risultati nelle prove del venerdì e il mancato palesarsi degli sponsor che avrebbero dovuto sostenerlo, venne sostituito alla Wolf Williams dall'austriaco Hans Binder. Binder aveva fatto il suo esordio nel mondiale con l'Ensign nel Gran Premio d'Austria.

### Tabella riassuntiva
I seguenti piloti e costruttori presero parte al campionato del mondo di Formula 1 nella stagione 1976.
| Team                           | Costruttore      | Telai         | Motore              | Gomme | No       | Piloti                   |
| ------------------------------ | ---------------- | ------------- | ------------------- | ----- | -------- | ------------------------ |
| Scuderia Ferrari SEFAC SpA     | Ferrari          | 312 T 312 T2  | Ferrari 015         | G     | 1        | Niki Lauda               |
| Scuderia Ferrari SEFAC SpA     | Ferrari          | 312 T 312 T2  | Ferrari 015         | G     | 2        | Clay Regazzoni           |
| Scuderia Ferrari SEFAC SpA     | Ferrari          | 312 T 312 T2  | Ferrari 015         | G     | 35       | Carlos Reutemann         |
| ELF Tyrrell Racing Team        | Tyrrell          | P34 007       | Ford- Cosworth DFV  | G     | 3        | Jody Scheckter           |
| ELF Tyrrell Racing Team        | Tyrrell          | P34 007       | Ford- Cosworth DFV  | G     | 4        | Patrick Depailler        |
| John Player Team Lotus         | Lotus            | 77            | Ford-Cosworth DFV   | G     | 5        | Ronnie Peterson          |
| John Player Team Lotus         | Lotus            | 77            | Ford-Cosworth DFV   | G     | 5        | Bob Evans                |
| John Player Team Lotus         | Lotus            | 77            | Ford-Cosworth DFV   | G     | 5/6      | Mario Andretti           |
| John Player Team Lotus         | Lotus            | 77            | Ford-Cosworth DFV   | G     | 6        | Gunnar Nilsson           |
| Martini Racing Team Brabham    | Brabham          | BT45          | Alfa Romeo 115-12   | G     | 7        | Carlos Reutemann         |
| Martini Racing Team Brabham    | Brabham          | BT45          | Alfa Romeo 115-12   | G     | 7        | Larry Perkins            |
| Martini Racing Team Brabham    | Brabham          | BT45          | Alfa Romeo 115-12   | G     | 8        | Carlos Pace              |
| Martini Racing Team Brabham    | Brabham          | BT45          | Alfa Romeo 115-12   | G     | 7/77     | Rolf Stommelen           |
| Beta Team March                | March            | 761           | Ford - Cosworth DFV | G     | 9        | Vittorio Brambilla       |
| Lavazza Team March             | March            | 761           | Ford - Cosworth DFV | G     | 10       | Lella Lombardi           |
| March Engineering              | March            | 761           | Ford - Cosworth DFV | G     | 10       | Ronnie Peterson          |
| March Engineering              | March            | 761           | Ford - Cosworth DFV | G     | 34       | Hans-Joachim Stuck       |
| Marlboro McLaren International | McLaren          | M23           | Ford-Cosworth DFV   | G     | 11       | James Hunt               |
| Marlboro McLaren International | McLaren          | M23           | Ford-Cosworth DFV   | G     | 12       | Jochen Mass              |
| Shell Sport                    | Surtees          | TS16          | Ford - Cosworth DFV | G     | 13       | Divina Galica            |
| Stanley BRM                    | BRM              | P201B         | BRM P200            | G     | 14       | Ian Ashley               |
| Bligant Lexington Racing Team  | Tyrrell          | 007           | Ford-Cosworth DFV   | G     | 15       | Ian Scheckter            |
| Shadow Racing Team             | Shadow           | DN8 DN5       | Ford - Cosworth DFV | G     | 16       | Tom Pryce                |
| Shadow Racing Team             | Shadow           | DN8 DN5       | Ford - Cosworth DFV | G     | 17       | Jean-Pierre Jarier       |
| Team Surtees                   | Surtees          | TS19          | Ford - Cosworth DFV | G     | 18       | Brett Lunger             |
| Team Surtees                   | Surtees          | TS19          | Ford - Cosworth DFV | G     | 18       | Conny Andersson          |
| Team Surtees                   | Surtees          | TS19          | Ford - Cosworth DFV | G     | 18       | Noritake Takahara        |
| Team Durex Surtees             | Surtees          | TS19          | Ford - Cosworth DFV | G     | 19       | Alan Jones               |
| Walter Wolf Racing Team        | Wolf-Williams    | FW05          | Ford - Cosworth DFV | G     | 20       | Jacky Ickx               |
| Walter Wolf Racing Team        | Wolf-Williams    | FW05          | Ford - Cosworth DFV | G     | 20       | Tom Belsø                |
| Walter Wolf Racing Team        | Wolf-Williams    | FW05          | Ford - Cosworth DFV | G     | 20       | Arturo Merzario          |
| Walter Wolf Racing Team        | Wolf-Williams    | FW05          | Ford - Cosworth DFV | G     | 21       | Renzo Zorzi              |
| Walter Wolf Racing Team        | Wolf-Williams    | FW05          | Ford - Cosworth DFV | G     | 21       | Michel Leclère           |
| Walter Wolf Racing Team        | Wolf-Williams    | FW05          | Ford - Cosworth DFV | G     | 21       | Chris Amon               |
| Walter Wolf Racing Team        | Wolf-Williams    | FW05          | Ford - Cosworth DFV | G     | 21       | Warwick Brown            |
| Walter Wolf Racing Team        | Wolf-Williams    | FW05          | Ford - Cosworth DFV | G     | 21       | Hans Binder              |
| Walter Wolf Racing Team        | Wolf-Williams    | FW05          | Ford - Cosworth DFV | G     | 21       | Masami Kuwashima         |
| Team Ensign                    | Ensign           | MN174 MN176   | Ford-Cosworth DFV   | G     | 22       | Chris Amon               |
| Team Ensign                    | Ensign           | MN174 MN176   | Ford-Cosworth DFV   | G     | 22       | Patrick Nève             |
| Team Ensign                    | Ensign           | MN174 MN176   | Ford-Cosworth DFV   | G     | 22       | Hans Binder              |
| Team Ensign                    | Ensign           | MN174 MN176   | Ford-Cosworth DFV   | G     | 22       | Jacky Ickx               |
| Team Ensign                    | Ensign           | MN174 MN176   | Ford-Cosworth DFV   | G     | 23       | Antonio Bernardo         |
| Hesketh Racing                 | Hesketh          | P308D         | Ford-Cosworth DFV   | G     | 24       | Harald Ertl              |
| Penthouse Rizla Hesketh Racing | Hesketh          | P308D         | Ford-Cosworth DFV   | G     | 25       | Guy Edwards              |
| Penthouse Rizla Hesketh Racing | Hesketh          | P308D         | Ford-Cosworth DFV   | G     | 25       | Rolf Stommelen           |
| Penthouse Rizla Hesketh Racing | Hesketh          | P308D         | Ford-Cosworth DFV   | G     | 25       | Alex-Dias Ribeiro        |
| Mapfre Williams                | Williams         | FW04          | Ford - Cosworth DFV | G     | 25       | Emilio Zapico            |
| Equipe Ligier Gitanes          | Ligier           | JS5           | Matra MS73          | G     | 26       | Jacques Laffite          |
| Vel's Parnelli Jones           | Parnelli         | VPJ4B         | Ford - Cosworth DFV | G     | 27       | Mario Andretti           |
| Citibank Penske                | Penske           | PC3 PC4       | Ford - Cosworth DFV | G     | 28       | John Watson              |
| Copersucar                     | Fittipaldi       | FD03 FD04     | Ford - Cosworth DFV | G     | 30       | Emerson Fittipaldi       |
| Copersucar                     | Fittipaldi       | FD03 FD04     | Ford - Cosworth DFV | G     | 31       | Ingo Hoffmannn           |
| Ram Racing                     | Brabham Williams | BT44 BT44B FW | Ford - Cosworth DFV | G     | 32       | Loris Kessel             |
| Ram Racing                     | Brabham Williams | BT44 BT44B FW | Ford - Cosworth DFV | G     | 32       | Bob Evans                |
| Ram Racing                     | Brabham Williams | BT44 BT44B FW | Ford - Cosworth DFV | G     | 33       | Emilio de Villota        |
| Ram Racing                     | Brabham Williams | BT44 BT44B FW | Ford - Cosworth DFV | G     | 33       | Patrick Nève             |
| Ram Racing                     | Brabham Williams | BT44 BT44B FW | Ford - Cosworth DFV | G     | 33       | Jac Nellemann            |
| Ram Racing                     | Brabham Williams | BT44 BT44B FW | Ford - Cosworth DFV | G     | 33       | Damien Magee             |
| Ram Racing                     | Brabham Williams | BT44 BT44B FW | Ford - Cosworth DFV | G     | 33       | Lella Lombardi           |
| Ram Racing                     | Brabham Williams | BT44 BT44B FW | Ford - Cosworth DFV | G     | 36       | Rolf Stommelen           |
| Ram Racing                     | Brabham Williams | BT44 BT44B FW | Ford - Cosworth DFV | G     | 37/41    | Lella Lombardi           |
| Ram Racing                     | Brabham Williams | BT44 BT44B FW | Ford - Cosworth DFV | G     | 42       | Loris Kessel             |
| Lavazza Racing RAM             | Brabham          | BT44B         | Ford - Cosworth DFV | G     | 33       | Lella Lombardi           |
| Ovoro Merzario March           | March            | 761           | Ford - Cosworth DFV | G     | 35       | Arturo Merzario          |
| HB Bewaking                    | Boro             | 001           | Ford - Cosworth DFV | G     | 37/39/40 | Larry Perkins            |
| Norev Racing BS Fabrications   | Surtees          | TS19          | Ford - Cosworth DFV | G     | 38       | Henri Pescarolo          |
| Scuderia Rondini Gulf          | Tyrrell          | 007           | Ford - Cosworth DFV | G     | 37/39/40 | Alessandro Pesenti-Rossi |
| F&S Properties                 | Penske           | PC3           | Ford - Cosworth DFV | G     | 39       | Boy Hayje                |
| OASC Racing                    | Tyrrell          | 007           | Ford - Cosworth DFV | G     | 39/41    | Otto Stuppacher          |
| Team PR Reilly                 | Shadow           | DN3           | Ford - Cosworth DFV | G     | 40       | Mike Wilds               |
| Sports Cars of Austria         | March            | 761           | Ford - Cosworth DFV | G     | 40       | Karl Oppitzhauser        |
| Kojma Engineering              | Kojima           | KE007         | Ford - Cosworth DFV | D     | 51       | Masahiro Hasemi          |
| Heroes Racing                  | Tyrrell          | 007           | Ford - Cosworth DFV | B     | 52       | Kazuyoshi Hoshino        |
| Maki Engineering               | Maki             | F102A         | Ford - Cosworth DFV | G     | 54       | Tony Trimmer             |

## Circuiti e gare
La stagione vide l'esordio del Gran Premio del Giappone, che venne disputato sul Circuito del Fuji. Per la prima volta La F1 tenne una corsa in Asia. La corsa non venne però definita ufficialmente Gran Premio del Giappone ma Campionato mondiale di F1 in Giappone, stante che il primo nome venne utilizzato per indicare una gara valida per il Campionato giapponese di F2000, corsa il 7 novembre.
Rientrò nel calendario il Gran Premio del Canada, che si tenne per l'ultima volta sul Circuito di Mosport. Il Gran Premio di Spagna, dopo la tragica edizione del 1975 abbandonò definitivamente il Circuito del Montjuïc a Barcellona, per tornare a Jarama, vicino a Madrid. Il circuito aveva già ospitato 5 volte un gran premio di F1.

La file delle vetture alla prima variante modificata del Circuito di Monza.

Per la prima volta dal 1960 una sola nazione, nuovamente gli Stati Uniti d'America, ospitò due gare valide per il mondiale nello stesso anno. Al Glen, che continuò a ospitare il gran premio nazionale, definito anche quale Gran Premio degli Stati Uniti-Est, si aggiunse un circuito cittadino disegnato sulle strade della località californiana di Long Beach, che ospitò il Gran Premio degli Stati Uniti-Ovest, definito anche Gran Premio di Long Beach. Il tracciato, lungo 3,251 km, venne leggermente modificato rispetto alla gara di F5000 tenutasi l'anno precedente, con l'aggiunta di marciapiedi che variarono il raggio delle curve, rallentando la marcia delle vetture. L'intera pista era fiancheggiata da guard-rail in blocchi cemento, per una lunghezza di oltre 5 miglia. L'evento venne premiato col Race Promoters' Trophy, per la miglior organizzazione di un gran premio della stagione.
Vi furono delle modifiche sul Circuito di Monte Carlo, dopo quanto già avvenuto nel 1972. Il circuito venne modificato alla Sainte Devote e all'ultima curva. Nel primo caso venne rallentata la velocità delle vetture con una curva più marcata verso sinistra, come richiesto dalla commissione di sicurezza dei piloti già nell'anno precedente. La Rascasse invece venne ingrandita e ritardata in modo da rendere più sicura l'entrata ai box. Le tribune eliminate da tali modifiche vennero sostituite da una nuova struttura presso la curva del Tabaccaio, e da altre in altri punti del tracciato.
Nella solita alternanza tra circuiti, il Circuito di Brands Hatch prese il posto di quello di Silverstone quale sede del Gran Premio di Gran Bretagna. Il circuito così ospitava per la settima volta una gara valida per il mondiale di Formula 1.
Il circuito venne modificato: venne infatti leggermente accorciato (da 4.265 m a 4.207 m) per fare posto ai nuovi box. Esso si presentava con diverse tipologie di asfalto. Vennero inoltre rimodellate la Paddock Hill, il Bottom Straight (rinominato John Cooper Straight) e la curva South Bank (rinominata Surtees).
Anche la pista dell'Österreichring fu lievemente modificata dopo l'incidente mortale subito alla Vöst-Hügel dal pilota Mark Donohue nel corso del warm up dell'edizione del 1975: la suddetta curva venne riprofilata, allargando la sede stradale di tre metri (la lunghezza "scese" a 5910 metri), aggiungendo guard-rail all'esterno e arretrando il guard-rail interno di qualche metro, ma fu una soluzione provvisoria, in attesa di lavori definitivi che sarebbero stati realizzati nei mesi successivi.
Il Gran Premio d'Italia venne mantenuto sul Circuito di Monza pur tra le proteste per la scarsa sicurezza, che si erano levate già nel corso della stagione precedente. I piloti stessi ne chiesero lo spostamento al Mugello. La pista venne leggermente modificata rispetto all'edizione precedente: venne ridisegnata la prima chicane (variante Goodyear). Vi era un doppio destra-sinistra che rallentava maggiormente le vetture. Alcuni piloti, tra cui Jacques Laffite e Clay Regazzoni, criticarono la modifica, temendo che la nuova conformazione della pista favorisse gli imbottigliamenti delle vetture al via.
Il titolo onorifico di Gran Premio d'Europa spettò, per la seconda volta, dopo l'edizione del 1962, al GP d'Olanda.

## Modifiche al regolamento
Dal Gran Premio di Spagna, quarta gara stagionale, entrarono in vigore le modifiche regolamentari che riguardavano la sicurezza dei piloti.
Venne eliminata la presa d'aria a periscopio, con altezza massima delle prese d'aria del motore a 80 cm dal suolo, lo sbalzo massimo posteriore venne ridotto a 80 cm, lo sbalzo anteriore venne limitato a 120 cm, la larghezza delle ruote venne limitata a 53 cm, quella della vettura a 215 cm, venne inserito un archetto nel cruscotto per proteggere le mani del pilota e vennero poste delle limitazioni nell'allocazione dei serbatoi dell'olio. Ciò comportò che tutte le vetture che avevano già corso in stagione dovettero essere aggiornate per rispondere a tali criteri. I nuovi limiti costrinsero a far lavorare di più gli alettoni posteriori, ora più vicini alla vettura; sulla forma delle prese d'aria del motore vi furono varie soluzioni diverse.

## Riassunto della stagione
(Jochen Mass)

### Gran Premio del Brasile

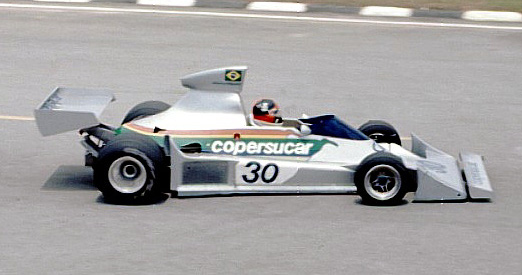
Emerson Fittipaldi impegnato nel Gran Premio del Brasile.

Alla partenza i due ferraristi scattarono bene installandosi ai primi due posti, bruciando James Hunt della McLaren, che scattava dalla pole. Perse diverse posizioni Emerson Fittipaldi, che al termine del primo giro si trovò ottavo, preceduto da Vittorio Brambilla, Jean-Pierre Jarier, Jochen Mass e John Watson.
Al nono giro Lauda prese la testa della gara grazie a dei problemi tecnici sulla vettura di Regazzoni. La gomma anteriore destra si afflosciò a causa di una foratura, tanto che lo svizzero fu costretto a una sosta ai box, che lo fece crollare nelle ultime posizioni della classifica. Dietro a Lauda vi era Hunt, seguito da Jean-Pierre Jarier, Tom Pryce e da Patrick Depailler che nel corso del nono giro aveva passato Brambilla.
Le posizioni di comando rimasero immutate per diversi giri, fino a quando, al giro 27, un problema al motore rallentò Hunt, che venne così passato da Jarier. Il francese fu capace nei giri seguenti di avvicinarsi all'austriaco della Ferrari, mentre Hunt venne via via passato da Pryce e Depailler, fino al ritiro al giro 32, dovuto a una rottura dell'impianto dell'olio.
Vinse così Niki Lauda, per la ottava volta in carriera, davanti a Depailler, Pryce, Stuck, Scheckter e Jochen Mass che fu autore di una gara in piena rimonta.

### Gran Premio del Sudafrica
Niki Lauda prese la testa subito alla partenza seguito da Jochen Mass, Vittorio Brambilla e James Hunt. Si ritrovarono presto nelle retrovie, a causa di una poco felice partenza, sia Watson che Jacques Laffite. Brambilla passò poi nel corso del secondo giro Mass.
Anche Hunt, nuovamente partito dalla pole, passò il compagno Mass nel corso del secondo giro, per poi essere in una dura battaglia con Vittorio Brambilla. Dietro Ronnie Peterson passò Patrick Depailler, cogliendo il quinto posto. Dopo tre giri Hunt sfruttò un errore di Brambilla, conquistando il secondo posto. All'ottavo giro anche Mass passò Brambilla, nuovamente autore di una sbavatura.
In testa, nel frattempo, James Hunt stava tentando di ridurre il distacco da Lauda. Al giro 43 Pryce fu costretto a un cambio gomme, ciò che lo fece precipitare in classifica. Regazzoni scalò così in quarta posizione, ma, dopo essere stato passato da Jody Scheckter, dovette ritirarsi per un guasto al propulsore. Ora la classifica, dietro al duo Lauda-Hunt, vedeva Mass, Scheckter, Brambilla e Watson.
Negli ultimi giri Hunt si avvicinò a Lauda, che soffriva per un detrito conficcatosi in uno pneumatico, mentre Brambilla fu costretto a una sosta ai box per una foratura, uscendo così dalla zona punti. Niki Lauda fu capace di mantenere la testa della gara, facendo ottenere la 60ª vittoria alla Ferrari nel mondiale, con poco più di un secondo di margine.

### Gran Premio degli Stati Uniti-Ovest
Alla partenza Clay Regazzoni partì bene e prese la testa, davanti a James Hunt che era riuscito a passare Patrick Depailler dopo una bella lotta al via; quarto era il compagno di scuderia di Regazzoni, Niki Lauda. Uscendo dalla prima curva, Vittorio Brambilla chiuse Carlos Reutemann contro il muro; entrambi furono costretti al ritiro. Poi sul rettilineo del Porto Gunnar Nilsson della Lotus ruppe la sospensione, finì a muro a 250 km/h, ma per fortuna uscì incolume dall'abitacolo. Sempre nel corso del primo giro Depailler sfruttò un errore nel cambio della marcia di Hunt, riuscendo a ripassarlo. Al terzo giro John Watson, decimo, tamponò la Ligier di Laffite, rompendo il musetto della sua Penske. Laffite fu mandato in testacoda dalla collisione e scese dalla nona alla quattordicesima posizione.
Nel frattempo Lauda superò Depailler prendendosi la seconda posizione, sette secondi dietro a Regazzoni, che sembrava oramai irraggiungibile. La classifica vedeva ora, dietro al duo di Maranello, Depailler, Tom Pryce, Ronnie Peterson, Jody Scheckter e Jean-Pierre Jarier. Patrick Depailler fu autre di un testacoda, che gli costò diverse posizioni, fino a retrocedere al settimo posto.
Al giro 20 Depailler superò Jean-Pierre Jarier e, sei giri dopo, anche Ronnie Peterson. Grazie alla rottura della trasmissione di Pryce e il problema al mozzo anteriore del suo compagno alla Tyrrell Scheckter, il francese recuperò al 34º giro la terza posizione. Conduceva sempre Regazzoni, davanti a Lauda, Depailler, Peterson, Jarier e Mass. Peterson, penalizzato da un impianto frenante ormai fuori uso, è costretto a una sosta ai box che lo fece cadere in decima posizione.
A 20 giri dal termine, Lauda scontò problemi al cambio e decise che era meglio non forzare per attaccare Regazzoni. Jarier scese al sesto posto dietro Mass, il francese scontava problemi al cambio. Al penultimo giro Jarier, con ormai solo prima e quinta marcia, fu superato anche da Fittipaldi.
Regazzoni colse la quarta vittoria iridata, completando un hat-trick  con pole e gpv. Lauda fu secondo (a 42 secondi) con Depailler che completò il podio. A punti per la prima volta la Ligier con Laffite e Emerson Fittipaldi con la sua vettura.

### Gran Premio di Spagna
La gara vide l'applicazione del nuovo regolamento tecnico, introdotto per ragioni di sicurezza. La grande novità però fu rappresentata dall'esordio della Tyrrell P34, affidata al solo Patrick Depailler, la prima vettura di Formula 1 a sei ruote, quattro davanti, messe in linea, e due dietro. Anche la Ferrari presentò un nuovo modello: la 312 T2, evoluzione della vincente 312 T.
Prima della partenza le McLaren vengono considerate illegali per dei tubi dell'olio che sporgevano oltre il consentito, 65 cm contro 60, e per la posizione dei radiatori. Sul secondo punto si decise di rinviare la questione a giugno, mentre sul primo punto i commissari deciso di ammettere al via le vetture in quanto tale violazione non incideva sulla prestazione delle stesse. Questa decisione provocò la reazione di Daniele Audetto, direttore sportivo della Ferrari, che minacciò di non far partire le sue vetture qualora fossero state ammesse al via le McLaren.
La testa della gara venne presa da Niki Lauda che bruciò così James Hunt; in terza piazza si pose, grazie a un'ottima partenza, Vittorio Brambilla, che precedeva Patrick Depailler, Jochen Mass e Jacques Laffite. Il monzese della March venne però passato nei primi giri sia da Depailler che da Mass. Nella parte centrale della gara vi fu il problema al cambio per Laffite, che perse così due giri ai box, e quello ai freni per Patrick Depailler, che venne passato da Mass, prima di essere autore di un'uscita di pista.
Ora la classifica al giro 26 vedeva sempre in testa Lauda, seguito da James Hunt, Jochen Mass, Gunnar Nilsson, Mario Andretti e Clay Regazzoni. Al 32º giro Hunt passò Lauda che, a causa di una manovra di difesa non perfetta che gli provocò dolore alla costola fratturata pochi giorni prima della gara in un incidente domestico, fu passato anche dall'altro pilota della McLaren, Jochen Mass. Al 35º giro fu il ritiro per Mario Andretti, dovuto a un problema al cambio. Stessa sorte al 54º giro per Scheckter, a causa di un guasto alla pompa dell'olio.
Ora, dietro al duo della McLaren, si trovavano Lauda, Nilsson, Regazzoni, Jean-Pierre Jarier e Carlos Reutemann. Al giro 66 ci fu ritiro per Mass, con un grande fumo che usciva dai radiatori. Lauda scalò in seconda posizione, sempre seguito da Nilsson, poi Reutemann, Chris Amon e Carlos Pace. Questi ultimi vissero gli ultimi giri in grande lotta fra loro.
Hunt vinse con relativa facilità, mentre Lauda dovette soffrire molto per raggiungere il traguardo viste le sue condizioni fisiche non ottimali. Gunnar Nilsson, terzo, conquistò il suo primo podio mondiale (e i suoi primi punti). Grazie a Carlos Reutemann e Carlos Pace l'Alfa Romeo conquistò i suoi primi arrivo tra i primi 6, dai tempi della corsa iberica del 1951. Il quinto posto di Chris Amon fu l'ultimo arrivo a punti per il pilota neozelandese.
James Hunt venne inizialmente squalificato in quanto sulla sua McLaren la misura presa sulle gomme posteriori era di 18 mm superiore a quanto consentito dal regolamento. Il 5 luglio il Tribunale dell'appello della FIA decise di riammettere in classifica Hunt, convertendo la squalifica in una multa di 3.000 $: ciò in quanto le violazioni erano considerate minime rispetto al regolamento; la stessa decisione venne presa anche per Jacques Laffite.

### Gran Premio del Belgio
Niki Lauda prese la testa della gara al via, seguito da James Hunt, Clay Regazzoni poi Jacques Laffite, Vittorio Brambilla, Patrick Depailler e Chris Amon. Al 4º giro Brambilla fu autore di un errore che gli costò diverse posizioni in classifica. Per evitare il monzese della March Chris Amon fu costretto a bloccare la vettura, facendosi così passare da Jody Scheckter. Al settimo giro Regazzoni passò Hunt, che dovette difendersi anche da Laffite. Due giri dopo però il pilota della Ligier-Matra venne passato da Depailler. Il pilota della Tyrrell mise sotto pressione Hunt, ma proprio dopo un tentativo andato a vuoto venne ripassato da Laffite al giro 15.
La resistenza del pilota britannico durò anche pochi giri: tra il 17º e 18º giro venne passato sia da Laffite che da Depailler. Hunt si trovò poi a dover duellare lungamente con Jody Scheckter: Dopo una serie di manovre al limite del regolamento e vari situazioni con le vetture vicinissime il sudafricano ebbe la meglio al 27º giro. Due giri dopo Depailler fu costretto al ritiro per un guasto del motore. Ora la classifica vedeva in testa sempre il duo della Ferrari Lauda-Regazzoni, con ampio margine su Laffite, Scheckter, Hunt, Amon, Carlos Pace e Alan Jones. Al 35º giro si ritirò Hunt per un problema al cambio.
Nei giri seguenti Amon si avvicinò molto a Scheckter, cercando spesso di passarlo. Ciò fino al giro 52 quando, durante un altro tentativo, si verificò la rottura del mozzo sull'Ensign del neozelandese, che portò alla perdita della ruota posteriore sinistra. La gara non vide altri cambiamenti nelle posizioni di vertice. Lauda vinse per la decima volta nel mondiale, davanti a Regazzoni e Laffite. Sul podio non si registrò la presenza di nessuna vettura motorizzata Ford Cosworth, cosa che non capitava dal Gran Premio d'Olanda 1971. Per la Ligier fu il primo podio in F1, mentre la Matra tornava sul podio dopo il Gran Premio di Francia 1972.

### Gran Premio di Monaco
Niki Lauda mantenne il comando della gara alla partenza, seguito da Ronnie Peterson che aveva scavalcato l'altro ferrarista Clay Regazzoni. Seguivano poi Patrick Depailler, Jody Scheckter, Emerson Fittipaldi e Hans-Joachim Stuck. Lauda riuscì a seguire un ritmo velocissimo già nelle prime tornate, che gli consentì di distanziare lo svedese della March. Al quindicesimo giro Scheckter passò il compagno di scuderia alla Tyrrell Depailler, che scontava dei problemi tecnici sulla sua monoposto.
Al giro 24 Stuck attaccò Fittipaldi, senza trovare però lo spazio sufficiente. Ciò agevolò Jacques Laffite che passò il tedesco. Al 26º giro Regazzoni andò lungo alla chicane dopo il tunnel per la presenza di olio sul tracciato: ciò costò al ticinese due posizioni, perse ai danni del duo della Tyrrell. Al giro 28 Laffite fu capace di passare Emerson Fittipaldi alla Santa Devota, con una bella manovra all'esterno, che gli consentì di agguantare la quinta piazza.
Qualche giro dopo il brasiliano venne passato anche da Stuck e, successivamente da Mass. Ora, dopo 40 tornate, la classifica recitava Lauda, davanti a Scheckter, Depailler, Regazzoni, Laffite, Stuck, Mass e Fittipaldi. Al giro 52 Hans-Joachim Stuck passò Laffite per il quinto posto. Il francese della Ligier era penalizzato da un problema al cambio. Sul circuito iniziò anche a scendere una fine pioggia che però non incise sull'andamento delle prestazioni delle vetture.
Nella parte finale della gara Regazzoni si avvicinò a Depailler, tentando spesso di passarlo. Al 64º giro il ferrarista fu infine capace di prendersi la terza piazza, passando il francese. Regazzoni negli ultimi giri cercò di passare anche Scheckter, ma un errore alla Rascasse al 74º giro lo costrinse al ritiro. Alla fine vinse Lauda per l'undicesima volta nel mondiale, davanti al duo della Tyrrell Scheckter-Depailler, Stuck, Mass e Fittipaldi.

### Gran Premio di Svezia

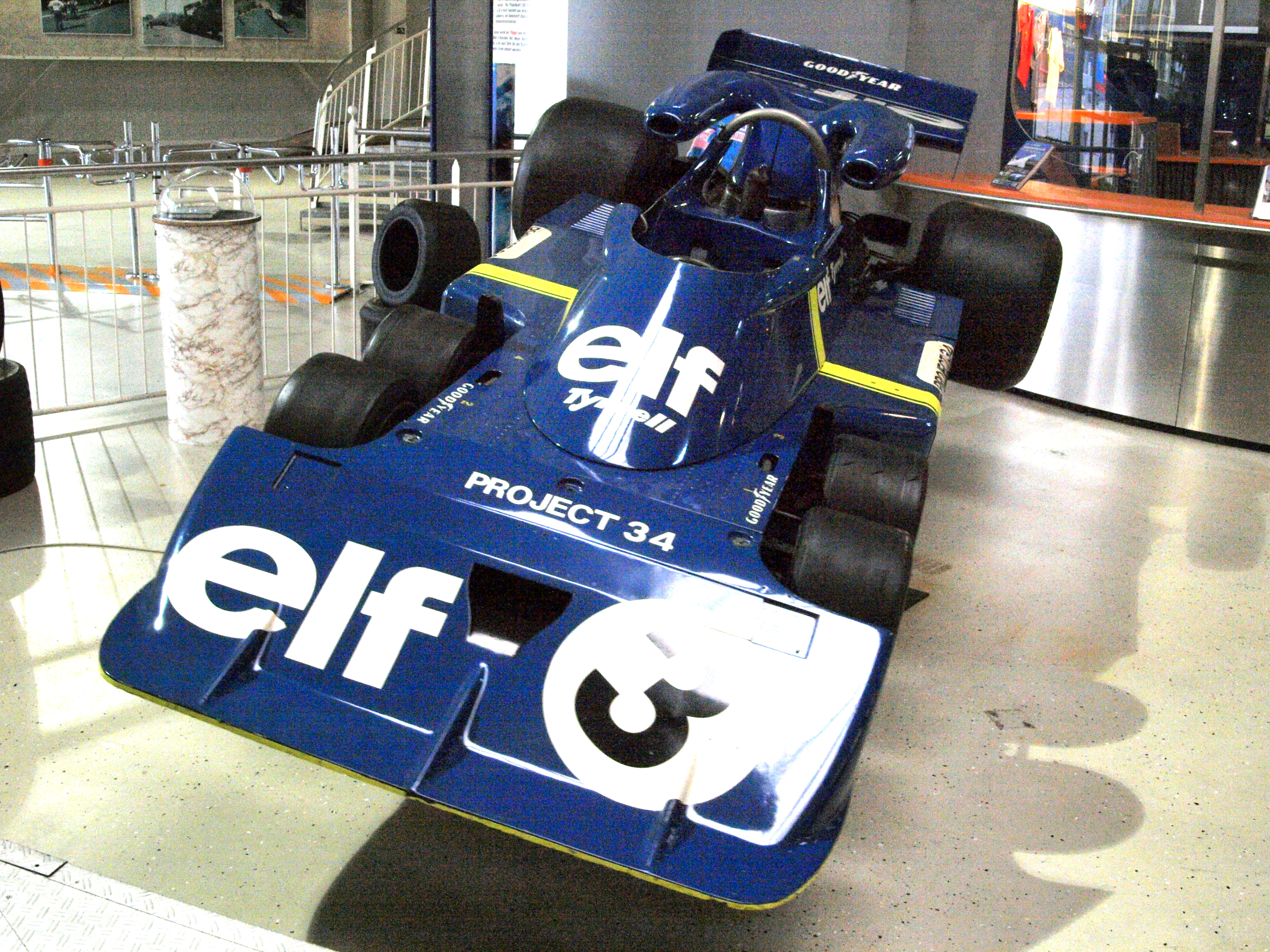
La Tyrrell P34 a sei ruote si aggiudicò il Gran Premio di Svezia.

La pole andò alla Tyrrell P34, la vettura con sei ruote. Mario Andretti su Lotus scattò in testa, grazie a una partenza anticipata. Dietro si trovarono il duo della Tyrrell Jody Scheckter-Patrick Depailler, Chris Amon, Gunnar Nilsson e Niki Lauda. Al terzo giro lo svedese, pressato da Lauda, fu autore di un testacoda, con successivo incidente, che lo costrinse al ritiro.
Andretti cercò di porre un certo margine rispetto agli inseguitori, proprio nel tentativo di colmare la possibile penalizzazione, in termini di tempo, per la partenza anticipata. Solo al quinto giro venne comunicata la sanzione di un minuto di penalità da aggiungersi al tempo del pilota della Lotus, che continuava a comandare il plotone anche se, di fatto, primo era Scheckter, distanziato di una manciata di secondi da Andretti.
La classifica vedeva sempre al comando Andretti (penalizzato però di un minuto, quindi fuori dalla zona dei punti), seguito dal leader virtuale Scheckter, Depailler, Lauda, Laffite e Hunt. Andretti condusse fino al 46º giro, quando venne tradito dal propulsore. Scheckter, oltre che primo virtuale, divenne anche leader effettivo della gara.
La situazione rimase pressoché immutata fino al termine della gara, tranne che per Clay Regazzoni che, passando Ronnie Peterson a quattro giri dalla conclusione, giunse in zona punti.
La vittoria di Jody Scheckter fu l'unica in F1 per una vettura a sei ruote e fu la ventesima per la Tyrrell come costruttore. La casa inglese completò il trionfo con il secondo posto di Patrick Depailler, ottenendo così la settima doppietta nella sua storia (l'ultima risaliva al Gran Premio di Germania 1973 con Jackie Stewart e François Cevert). Terzo chiuse Niki Lauda: per l'austriaco fu il nono podio consecutivo, record all'epoca, condiviso con un'analoga striscia di podi ottenuti da Jim Clark tra il Gran Premio del Belgio 1963 e quello del Sudafrica dello stesso anno. Il record sarà poi battuto da Michael Schumacher nel 2002.

### Gran Premio di Francia
Al via Niki Lauda bruciò James Hunt, ponendosi alla testa della gara. Seguivano Clay Regazzoni, Patrick Depailler, Ronnie Peterson, John Watson e Jacques Laffite. Nel corso del primo giro Peterson passò Depailler al termine del lungo rettifilo del Mistral, così come fece Jody Scheckter con Laffite. Il giro seguente il sudafricano passò anche Watson, mentre Laffite perse un'ulteriore posizione, a vantaggio di Pace.
Al giro 9 si chiuse la gara, Niki Lauda, che fu costretto al ritiro con un motore fuori uso. La testa del gran premio fu presa da Hunt, seguito da Regazzoni, Peterson e Depailler. Nel corso dell'undicesimo giro Depailler si riprese la terza posizione a danno dello svedese della March. Peterson, pochi giri dopo, verrà passato anche dall'altro pilota della Tyrrell, Jody Scheckter.
Al 18º giro anche l'altro pilota della Scuderia Ferrari, Clay Regazzoni, venne tradito dal motore, mentre stava duellando, a distanza, con Hunt per la prima posizione.
Le posizioni di testa rimasero congelate fino al giro 29 quando Watson passò Ronnie Peterson, autore di un attacco non felice nei confronti di Scheckter. Perse così diverse posizioni. Pochi giri dopo Peterson, sfruttando a sua volta un tentativo di sorpasso non riuscito, ripassò Watson per la quarta piazza. Al 35º giro lo svedese passò finalmente anche Jody Scheckter, conquistando il terzo posto dietro a Hunt e Depailler.
Al giro 49 sia John Watson che Pace superarono Jody Scheckter, penalizzato da un problema tecnico. Tre giri i due passeranno anche Peterson, anche lui rallentato da un guasto tecnico, in questo caso all'alimentazione, che di fatto lo costringe al ritiro a soli tre giri dal termine. Sempre nello stesso giro Mario Andretti passò Scheckter per la quinta piazza.
Vinse James Hunt, per la terza volta nel mondiale, davanti a Patrick Depailler e John Watson, che colse così il primo podio per lui e la Penske. Al termine della gara vennero effettuati dei controlli tecnici sulle vetture. Venne così squalificato John Watson, giunto terzo, in quanto sulla sua Penske l'alettone era più alto di quanto consentito di circa 1,5 cm. Il 22 luglio la Federazione Francese dell'Automobilismo riammise Watson in classifica.

### Gran Premio di Gran Bretagna

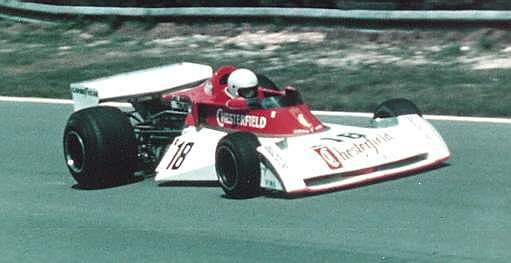
Brett Lunger con la Surtees nel Gran premio di Gran Bretagna.

Furono due le donne iscritte al gran premio (per la prima e unica volta nella storia del mondiale): l'italiana Lella Lombardi, che venne ingaggiata dalla RAM, e la britannica Divina Galica, ex campionessa di sci, all'esordio nel mondiale, con una Surtees del team Shellsport. L'inglese venne iscritta col numero 13, numero considerato poco fortunato e per questo tuttora non presente nella numerazione fissa d'inizio del mondiale.
Alla partenza i due piloti della Scuderia Ferrari furono protagonisti di un incidente: Regazzoni, che aveva passato James Hunt, colpì la vettura di Niki Lauda alla prima curva. Successivamente la sua Ferrari, in testacoda, collise anche con la vettura di Hunt, e venne colpita da quella del sopraggiungente Jacques Laffite. La pista, piena di detriti e olio, venne giudicata impraticabile, tanto che venne esposta la bandiera rossa che fermò il gran premio.
Il regolamento prevedeva che solo i piloti che avessero terminato il giro ove fosse stata esposta la bandiera rossa potessero riprendere la gara. Sia Hunt che Laffite, invece, erano stati costretti al ritiro per l'incidente della partenza, mentre Regazzoni era stato capace di riguadagnare i box, pur con la vettura incidentata. Hunt era riuscito a riportarsi sulla griglia, per la seconda partenza, utilizzando non la vettura titolare, ma il muletto.
Per evitare le proteste del pubblico per l'esclusione di James Hunt, venne deciso di riammettere alla gara l'inglese della McLaren (con la macchina titolare nel frattempo riparata) e, come compromesso, si permise a Jacques Laffite e Clay Regazzoni di riprendere la gara col muletto, anche se sub judice, visto che loro vetture titolari non erano ancora state riparate. Si decise così di ripartire, annullando di fatto la prima partenza, e di compiere tutti i 76 giri originali.
Anche la seconda partenza venne caratterizzata da un problema: la Lotus di Mario Andretti, che partiva terzo, rimase ferma sulla griglia per un problema tecnico, ma venne schivata da tutte le monoposto sopraggiungenti. La gara veniva condotta da Niki Lauda, seguito da James Hunt, Clay Regazzoni, Chris Amon, Ronnie Peterson, Jody Scheckter, Patrick Depailler e Hans-Joachim Stuck.
Al giro 26 la direzione comunicò la decisione di squalificare Regazzoni (in quel momento terzo) e Laffite (nono) in quanto ripartiti col muletto. Al 32º giro il francese fu però costretto al ritiro per la rottura di una sospensione; quattro giri dopo fu il turno anche di Regazzoni, tradito da un problema alla pressione dell'olio. Dopo il ritiro del ticinese, dietro alla coppia Lauda-Hunt, si trovavano Jody Scheckter, Arturo Merzario, Gunnar Nilsson, Tom Pryce e Alan Jones.
Al giro 45 James Hunt prese il comando, dopo aver passato Lauda, che scontava dei problemi al cambio. La gara venne così vinta dall'inglese davanti a Niki Lauda e Jody Scheckter. Subito dopo la gara vennero inviati diversi reclami in merito alla decisione di riammettere al via Hunt. Inizialmente tali reclami vennero rigettati dalla direzione di corsa, che confermò invece la squalifica di Regazzoni e Laffite.
Solo il 24 settembre la FIA decise per la squalifica di Hunt, reo di aver utilizzato il muletto al fine di riallinearsi sulla griglia di partenza.

### Gran Premio di Germania

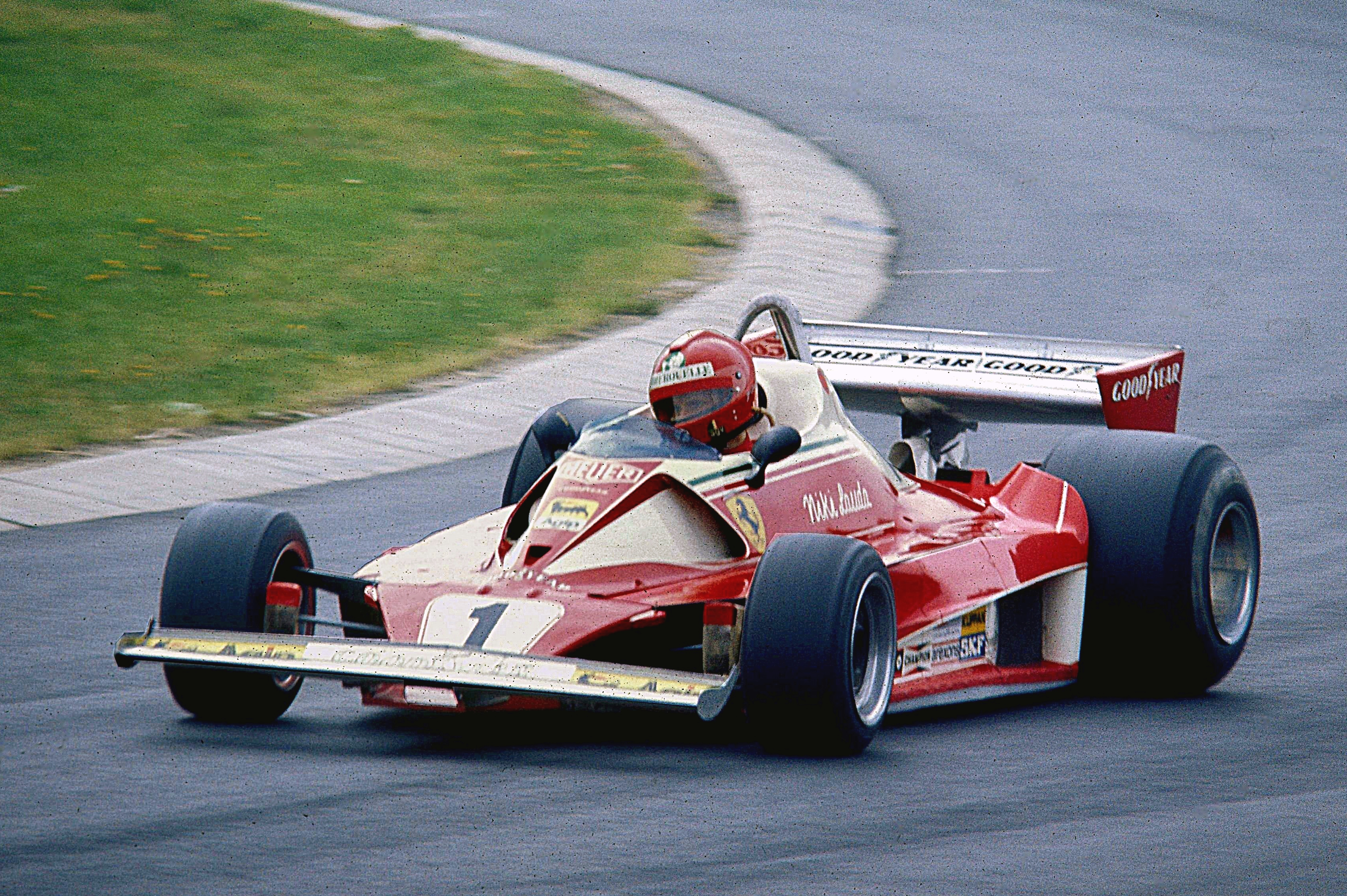
Niki Lauda alla guida della sua Ferrari. Durante il Gran Premio fu protagonista di un incidente in cui rischiò la vita.

La pioggia fece la sua apparizione sul tracciato pochi minuti prima della partenza, che era stata posticipata per la necessità di riparare delle protezioni lungo il tracciato, danneggiate nel corso di una gara di contorno.
Tutti i piloti scelsero così gomme da bagnato; l'unica eccezione fu Jochen Mass della McLaren che, consigliato da un amico, scelse gomme da asciutto, immaginando che il tempo potesse migliorare rapidamente. Alla partenza il comando della gara venne preso da Clay Regazzoni, che precedeva Jacques Laffite, James Hunt, Jochen Mass e Carlos Pace. Partì male Lauda che si trovò ottavo, passato quasi subito da Jody Scheckter e Ronnie Peterson, mentre Stuck fu costretto a partire ultimo per un problema alla frizione. Hunt passò Laffite già alla prima curva; il francese venne poi passato da Mass, Pace e Ronnie Peterson, poco dopo.
Nel corso del primo giro il protagonista fu Ronnie Peterson che scalò diverse posizioni, fino a ritrovarsi in testa dopo un testacoda di Clay Regazzoni. Lo svedese della March comandava davanti a Hunt, Mass, Pace, Regazzoni e Mario Andretti, altro protagonista di diversi sorpassi.
Al termine della prima tornata molti piloti decisero di cambiare gli pneumatici per passare a quelli da asciutto: non il battistrada Ronnie Peterson né Clay Regazzoni. Ora dietro allo svedese si trovava Jochen Mass, seguito da Regazzoni, Andretti, Nilsson e Hunt. Nel corso del secondo giro Mass, sfruttando le gomme slick, passò Peterson.
Ma nel secondo giro Niki Lauda sbandò su una curva a sinistra al Bergwerk, il punto più lontano del circuito dai box, perdendo il controllo della sua Ferrari. La vettura partì verso destra, colpì la roccia a lato del circuito e terminò in mezzo alla pista. La monoposto, in fiamme, venne evitata da Guy Edwards, ma venne colpita sia dalla vettura di Harald Ertl che da quella di Brett Lunger. I tre piloti, prontamente, scesero dalle loro vetture e riuscirono a estrarre Lauda dalla vettura a fuoco, aiutati anche dal sopraggiunto Arturo Merzario, che si era fermato appena visto l'incidente.
Lauda, con brutte ferite e ustioni, venne portato, con l'elicottero, all'ospedale militare di Coblenza; da lì venne condotto prima al Trauma Clinic di Ludwigshafen, poi al Städliche Krankenanstalten di Mannheim, dove ricevette l'estrema unzione e lottò tra la vita e la morte nei giorni seguenti.
La gara venne interrotta: al momento dello stop Mass stava conducendo su Gunnar Nilsson e James Hunt. La nuova partenza venne fissata alle 16, per una lunghezza pari quella inizialmente stabilita, di 14 giri. Al secondo via i piloti ripartirono dalla posizione ottenuta nelle qualifiche, senza che venissero occupati gli stalli di partenza dei piloti ritiratisi.
James Hunt prese la testa della gara davanti a Clay Regazzoni, Patrick Depailler, Jody Scheckter, Pace e Peterson. Al Flugplatz Peterson perse il controllo della sua March ed ebbe un incidente, mentre Scheckter, nel tentativo di passare Depailler mise parte della vettura fuori dal tracciato, perdendo così diverse posizioni. Clay Regazzoni ebbe un altro testacoda, con Depailler che uscì di pista, ritirandosi, per evitare la Ferrari. Pace superò inoltre Scheckter e così terminò il giro in seconda posizione, dietro a Hunt. La classifica vedeva, dopo i primi tre, Regazzoni, Nilsson, Brambilla e Andretti.
Nel secondo giro Jody Scheckter ripassò Pace, mentre Mass entrò in zona punti passando Andretti. Regazzoni il giro seguente sorpassò Pace, entrando sul podio virtuale. Al quinto giro Mass passò anche Nilsson.
Al settimo giro un errore di Gunnar Nilsson permise ad Andretti di passare in zona punti. Tre giri dopo Andretti fu costretto a una sosta ai box per sostituire la batteria, mentre Mass passò anche Pace, installandosi al quarto posto. Al giro 12 Regazzoni fu autore di una sortita di pista al Karrousel che distrusse il musetto della sua vettura. Tornato ai box perse diverse posizioni. Entrò in zona punti così Rolf Stommelen.
Vinse Hunt, per la quarta volta in carriera. La F1 abbandonò definitivamente la Nordschleife.

### Gran Premio d'Austria
L'assenza della Ferrari penalizzò fortemente l'interesse degli spettatori. Si calcolò che vi fossero circa 50.000 persone, contro le abituali 130.000. La pioggia iniziò a cadere sul circuito circa mezz'ora prima delle 14, orario previsto della partenza. Per tale ragione la direzione di corsa decise di posticipare la partenza alle 14:30. La prima curva, la riprofilata Hella-Licht, era però ancora umida: ne approfittò John Watson che passò a condurre davanti a James Hunt, Ronnie Peterson, Gunnar Nilsson, Tom Pryce e Jacques Laffite. Poche curve dopo anche Peterson prese una posizione a Hunt.
Nel corso del secondo giro Jody Scheckter entrò in zona punti passando prima Pace e poi Pryce, che era stato già passato da Laffite. Davanti, intanto, si infiammò il duello per il primo posto, con Peterson che fu capace di passare Watson all'inizio del terzo giro. Il giro seguente Laffite fu protagonista di un'escursione di pista, che gli fece perdere due posizioni, a favore di Mass e Jody Scheckter. Il sudafricano poi passò nuovamente Mass. Ora, dopo 5 giri, Peterson comandava su John Watson, Hunt, Nilsson, Scheckter, Mass, Laffite e Andretti.
La lotta per le prime posizioni fu estremamente serrata per diversi giri, con i primi sei piloti molto vicini. Scheckter passò Nilsson, poi Hunt e Watson, fino, al termine del decimo giro riuscire a passare sul traguardo anche Ronnie Peterson. I due però, già nella salita alla prima curva ripresero le prime due posizioni. Nello stesso giro Laffite prese una posizione a Jochen Mass. Al dodicesimo giro, alla Texaco, Watson prese il comando, passando lo svedese della Lotus. Due giri dopo Scheckter subì la rottura della sospensione della sua vettura, sempre sulla salita della prima curva. La vettura si distrusse contro il guard-rail, ma senza conseguenze per il pilota.
Al giro 19 Gunnar Nilsson conquistò il secondo posto, dopo un sorpasso sul connazionale Ronnie Peterson. La lotta tra Nilsson, Peterson e Hunt durò per parecchi giri. Sette tornate dopo però, Jacques Laffite, sfruttando un doppiaggio, passò Hunt. Ora la classifica vedeva sempre in testa Watson, seguito da Nilsson, Peterson, Laffite, Hunt e Mass. Quest'ultimo però era penalizzato da un assetto misto, che con la pista asciutta era poco competitivo. Al giro 33, dopo una bella lotta durata più tornate, Laffite fu capace di passare Peterson, che, per non finire fuori pista, fu costretto a cedere una posizione anche a Hunt.
Le posizioni di testa rimase congelate fino al giro 45, quando Laffite passò Gunnar Nilsson. John Watson vinse il suo primo gran premio, che fu anche il primo e unico per la Penske in Formula 1, esattamente un anno dopo, e sulla stessa pista, in cui era deceduto il suo pilota Mark Donohue. Per la prima volta dal primo posto della Eagle al Gran Premio del Belgio 1967, una vettura statunitense vinceva un gran premio di F1 valido per il mondiale. A completare il podio vi furono Jacques Laffite e Gunnar Nilsson. Il nordirlandese, per festeggiare la vittoria, decise di tagliarsi la folta barba.

### Gran Premio d'Olanda
Ronnie Peterson scattò al comando seguito da John Watson, James Hunt, Mario Andretti e Tom Pryce. Regazzoni, l'unico ferrarista in gara, passò, tra primo e secondo giro, sia Jody Scheckter che Tom Pryce, entrando così in zona punti.

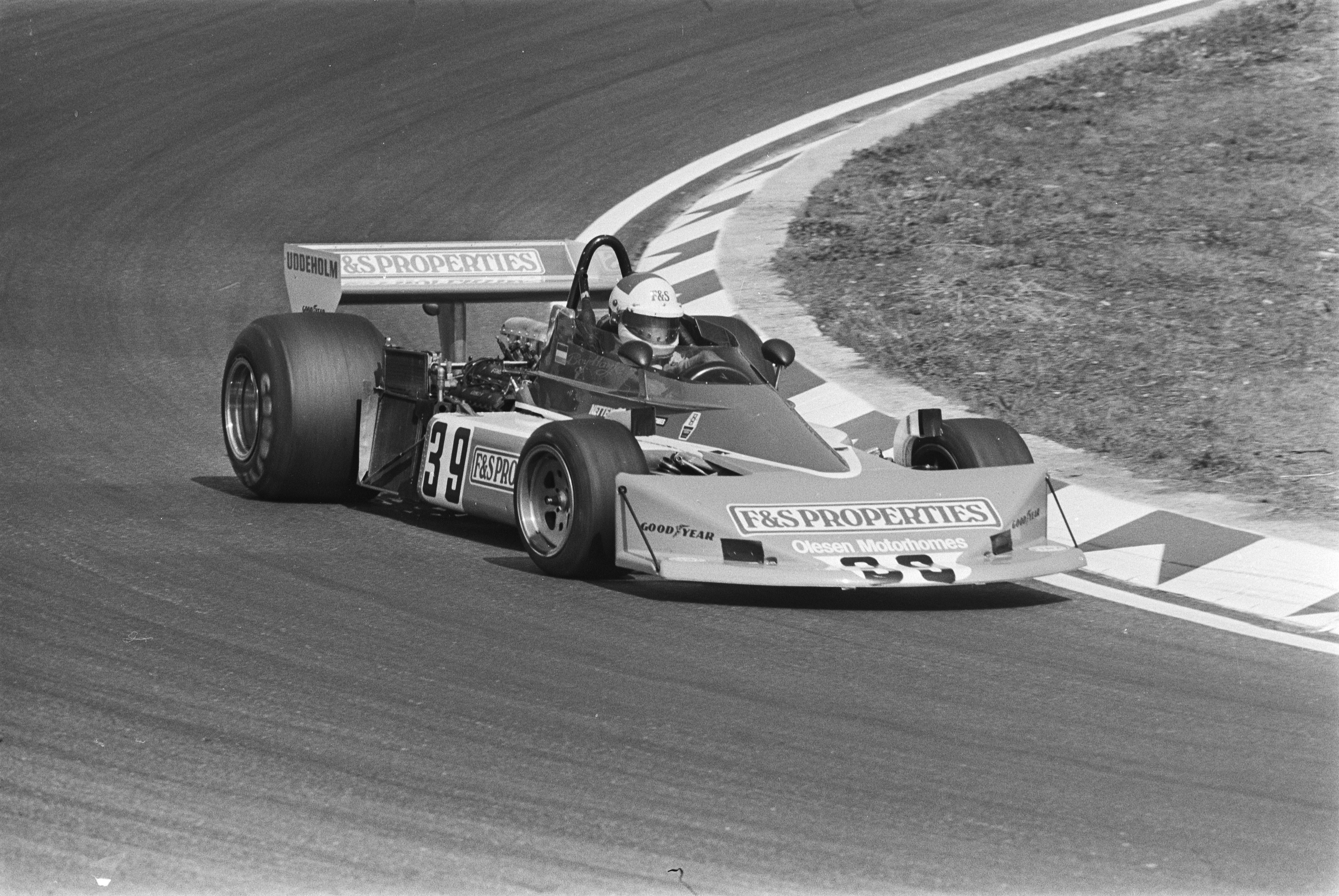
L'olandese Boy Hayje, su Penske del team F&S Properties, impegnato nel suo gran premio nazionale.

Peterson veniva pressato da Watson per la prima posizione; il duello fra i due finì per far avvicinare anche James Hunt. Dopo un ennesimo attacco andato a vuoto alla curva Tarzan, Watson commise un errore, che consentì al pilota della McLaren di portarsi in seconda posizione. Nello stesso giro anche Clay Regazzoni migliorò di una piazza, superando Andretti.
Al dodicesimo giro sia James Hunt che John Watson passarono Peterson, che così scalò in terza posizione, davanti a Clay Regazzoni, Andretti, Pryce e Scheckter. Al giro 15, sempre alla prima curva Scheckter passò Pryce e, tre giri dopo, anche Regazzoni ebbe la meglio su Ronnie Peterson, entrando sul podio virtuale del gran premio.
Il duello per il primo posto, tra Hunt, in crisi di gomme, e Watson, durò per molti giri, col il pilota della Penske che tentò per diverse volte, alla prima staccata, di passare Hunt. Al quarantesimo giro vi fu anche un contatto tra Hunt e Watson, che danneggiò la monoposto di quest'ultimo che dovette, di fatto, ridurre la pressione sul battistrada.
Al giro 48 ci fu il ritiro di Watson, col cambio fuori uso, danneggiato nella toccata con Hunt. Regazzoni scalò così in seconda posizione, e Scheckter tornò in zona punti. Entrò in zona punti un rimontante Jacky Ickx che si avvicinò pericolosamente a Scheckter. Al giro 66 però anche l'Ensign del belga fu costretta al ritiro per un guasto elettrico.
Hunt conservò il vantaggio su Regazzoni fino alla bandiera a scacchi, anche se con una vettura ormai inguidabile per l'usura degli pneumatici. Chiuse in zona punti anche Vittorio Brambilla, sesto. L'inglese della McLaren si portò a soli due punti in classifica dal convalescente Niki Lauda, anche se poi, il 24 settembre, sarà squalificato dal Gran Premio di Gran Bretagna.

### Gran Premio d'Italia

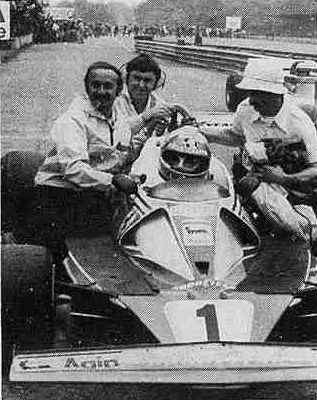
Niki Lauda festeggiato dai meccanici al termine del gran premio di Monza. L'austriaco tornò alle gare dopo soli 42 giorni dall'incidente in Germania.

Niki Lauda annunciò il suo desiderio di tornare a correre al Gran Premio d'Italia, dopo solo 42 giorni dal terrificante incidente del Nürburgring. Il martedì prima della gara l'austriaco testò la vettura sul Circuito di Fiorano. Al termine delle prove dei tecnici della Snam-Agip prelevarono dei campioni benzina per controllare che rispondessero ai criteri del regolamento.
Secondo il regolamento sportivo in vigore in Italia la benzina non poteva superare i 101 ottani: vennero trovati irregolari proprio i carburanti di Penske (109 ottani) e McLaren (101,75). I responsabili di questi team si difesero affermando che la benzina era regolare, essendo stata acquistata nel Regno Unito e sottolineando come a effettuare i controlli fossero dei tecnici dell'Agip, fornitrice della Ferrari. Si decise perciò di cancellare i tempi della seconda sessione, al termine della quale erano stati effettuati i riscontri. Watson, Hunt e Mass si ritrovarono perciò in graduatoria con i tempi, molto alti, della sessione piovosa del venerdì e perciò non qualificati. Vennero così recuperati Brett Lunger, Arturo Merzario e Otto Stuppacher. Stuppacher aveva però già abbandonato il circuito convinto di non essersi qualificato, Merzario non prese parte alla gara così come Guy Edwards, per un problema sulla sua Hesketh. Ciò fece riammettere, anche se in fondo allo schieramento, Watson e il duo della McLaren.
Alla partenza Jody Scheckter fu capace di prendere la testa già alla prima variante, seguito dal poleman Jacques Laffite, Carlos Pace, Patrick Depailler, Carlos Reutemann, Hans-Joachim Stuck e Ronnie Peterson. Nel corso del primo giro Depailler passò Pace, poi ci fu il recupero di Peterson che chiuse quarto, scavalcando Stuck Reutemann e lo stesso Pace. Niki Lauda rimase invece imbottigliato nelle retrovie. Al terzo giro, sfruttando l'attacco di Depailler a Laffite, Peterson si avvicinò alla coppia di piloti francese, riuscendo a scavalcarli entrambi. Dalle retrovie stava anche rinvenendo Clay Regazzoni, che era quinto, dopo aver passato Reutemann. La classifica vedeva in testa Scheckter, seguito da Peterson, Depailler, Laffite, Regazzoni, Brambilla, Lauda e Reutemann.
Al giro 11 Ronnie Peterson prese il comando della gara, passando Scheckter alla prima variante. Nel corso dello stesso giro Regazzoni recuperò una posizione su Laffite, e James Hunt, diretto rivale di Lauda per il titolo, dopo un incidente con Tom Pryce, mentre era in lotta per la dodicesima posizione, fu costretto al ritiro. Il giro seguente Scheckter perse un'altra posizione, questa volta passato dal compagno di scuderia Patrick Depailler. Al 14º giro Niki Lauda entrò in zona punti, passando Vittorio Brambilla alla variante della Roggia. Al giro 23 Clay Regazzoni entrò sul podio virtuale passando Scheckter, mentre continuava la serrata lotta tra Peterson e Depailler per la prima piazza.
Il sudafricano della Tyrrell perse un'ulteriore posizione il giro seguente, questa volta passato da Jacques Laffite. Poco dopo sul circuito iniziò a cadere una fine pioggerellina. Il direttore di corsa decise così di esporre la bandiera nera accompagnata da un cartello con una croce bianca, cioè per ordinare ai piloti di rientrare ai box a velocità ridotta in quanto vi era stata la sospensione della corsa. In realtà solo pochi piloti decisero di fermarsi ai box, prima di essere fatti ripartire. Prima che la situazione poté essere chiarita la pioggia terminò e, di fatto, la gara proseguì senza nessuna conseguenza per coloro che non si erano fermati. Laffite, che aveva deciso di rallentare per fermarsi ai box, venne così ripassato da Scheckter.
La pista si asciugò rapidamente tanto che proseguì la dura battaglia tra Peterson e Depailler, con Regazzoni pronto ad avvicinarsi al duo di testa. Al giro 38 Jacques Laffite passò nuovamente Scheckter, sfruttando un doppiaggio, tornando quarto. Tre giri dopo anche Lauda passò il sudafricano. La classifica vedeva così Peterson davanti a Patrick Depailler, Clay Regazzoni, Jacques Laffite, Niki Lauda e Jody Scheckter.
Al giro 46, Patrick Depailler, penalizzato da un problema elettrico che lo aveva ormai allontanato da Peterson, venne prima passato da Regazzoni alla prima variante, poi da Laffite alla Parabolica. Il francese venne passato anche da Lauda, il giro seguente. Peterson vinse per la terza volta a Monza, dopo i trionfi del 1973 e 1974, resistendo agli ultimi assalti di Regazzoni e Laffite. Per la March fu la terza e ultima vittoria nel mondiale di F1. Lauda, ancora menomato per i postumi dell'incidente nel Gran Premio di Germania, giunse quarto.

### Gran Premio del Canada
Ronnie Peterson su March scattò bene al via prendendo la testa della gara, seguito da James Hunt, Patrick Depailler, Mario Andretti, Vittorio Brambilla, Jody Scheckter, Niki Lauda e Jochen Mass. Lo svedese era penalizzato da problemi ai freni che non gli consentirono di prendere vantaggio sugli inseguitori.
Al nono passaggio Hunt sorpassò Peterson, mentre Lauda prese una posizione a vantaggio di Brambilla, passando sesto. Tre giri dopo Peterson venne passato anche da Depailler, e altri tre giri dopo lo svedese dovette dare strada anche ad Andretti e a Scheckter. Al giro 18 fu il turno di Niki Lauda nel passare il pilota della March. Ora la classifica vedeva in testa Hunt, seguito da Depailler, Andretti, Scheckter, Lauda, Peterson e Brambilla.
Depailler si avvicinò a Hunt, ma l'inglese, sfruttando i doppiaggi, era capace di mantenere un certo vantaggio sul francese della Tyrrell. Più dietro Lauda venne limitato nella rincorsa alle posizioni di testa da un problema meccanico sulla sua vettura. Tra il 59º e il 60º giro l'austriaco dovette cedere ben tre posizioni, uscendo così dalla zona punti.
Negli ultimi giri anche Depailler subì una rottura nel sistema del carburante, che ne impediva di proseguire negli attacchi alla prima posizione di Hunt. Infatti la benzina era entrata nell'abitacolo e i suoi gas stavano stordendo Depailler. Hunt conquistò la vittoria, con Depailler che giunto secondo venne estratto dall'abitacolo subito dopo il traguardo, quasi incosciente. Terzo fu Andretti. Lauda chiuse fuori dai punti, posizione di classifica che non gli permise di vincere matematicamente il mondiale.

### Gran Premio degli Stati Uniti-Est
Jody Scheckter balzò davanti a Hunt e guidò la corsa per il primo giro. I due erano seguiti da Vittorio Brambilla, Ronnie Peterson, Niki Lauda, Patrick Depailler, John Watson sulla Penske, Mario Andretti e Jacques Laffite. Scheckter e Hunt presero il largo, con la Tyrrell mentre Lauda venne penalizzato dal duo della March.
Al quarto giro l'austriaco passò comunque Peterson e al quinto Brambilla. Nel frattempo una vera battaglia venne ingaggiata per il quarto posto tra Brambilla, Peterson, Patrick Depailler, Laffite, Carlos Pace, Watson, Clay Regazzoni, Andretti e Jochen Mass. Hans-Joachim Stuck, che partiva sesto ma che era stato penalizzato al via da un problema alla frizione tanto da finire 24º, recuperò molto terreno e si accodò alla bagarre. Al giro 11 Peterson attaccò con successo il compagno di scuderia Brambilla; il monzese perse una posizione anche a favore di Jacques Laffite.
Un giro dopo lo svedese fu costretto al ritiro per una sospensione danneggiata nel sorpasso su Brambilla. Dopo 20 giri la classifica vedeva in testa sempre in trio composto da Scheckter, Hunt e Lauda, che godeva di un certo margine su Laffite, Brambilla, Pace, Regazzoni e Jochen Mass. Un giro dopo Regazzoni venne passato dal tedesco della McLaren. In testa, mentre Lauda perdeva competitività, si accese la lotta tra Hunt e Scheckter per la prima posizione.
Al 37º giro, Hunt si buttò all'interno alla fine del rettilineo di ritorno e passò in testa. Guadagnò due secondi nei due giri seguenti, al giro 41, mancò una marcia alla chicane nel tentativo di doppiare alcuni piloti, e Scheckter fu di nuovo davanti. Il sudafricano mantenne la testa fino al 46º giro, quando venne passato nuovamente da Hunt al termine del rettilineo di ritorno e prese la testa della corsa, fino a vincere per la sesta volta in stagione.
Nel frattempo, nelle retrovie, Jacques Laffite fu costretto al ritiro per lo scoppio di uno pneumatico al giro 36, mentre stava avvicinandosi a Lauda, per la terza posizione. Poco dopo anche Brambilla fu costretto al ritiro, con uno pneumatico danneggiato dai detriti lasciati dal pilota della Ligier. Si trovò così quarto Jochen Mass, davanti a Hans-Joachim Stuck che era riuscito a infilare Clay Regazzoni che aveva rallentato per le bandiere gialle.
Lauda, sofferente per il sovrasterzo prodotto dalle gomme dure e dal tempo caldo, a malapena batté il compagno di scuderia di Hunt, Jochen Mass, terminando terzo, dietro a James Hunt e Jody Scheckter. La Scuderia Ferrari fu comunque certa di aver vinto il quarto titolo costruttori (bissando il successo della stagione 1975).

### Gran Premio del Giappone
La domenica una forte pioggia colpì il circuito; le nuvole basse provocavano diversi problemi anche con la visibilità. Vennero effettuati inoltre dei lavori sulla pista per migliorare il drenaggio. Venne prospettata l'ipotesi che la gara non venisse considerata valida per il mondiale, così come di posticiparla al giorno seguente o di annullarla e chiudere il campionato mondiale con una gara da disputarsi nel 1977. Si decise alla fine, di far disputare la gara, con partenza alle 15:09, circa un'ora e mezza dopo quanto prefissato, sulla metà dei giri inizialmente previsti, a meno che le condizioni del tempo non fossero migliorate durante la gara.
James Hunt partì in testa seguito da John Watson, Mario Andretti, Jody Scheckter, Vittorio Brambilla e Clay Regazzoni; Kazuyoshi Hoshino su una Tyrrell del team locale  Heroes Racing, che montava gomme Bridgestone era ottavo, mentre l'altro contendente al titolo, Niki Lauda era decimo. Al secondo giro Lauda rientrò ai box per ritirarsi: le condizioni della pista, per il pilota austriaco, erano troppo pericolose per gareggiare. Mauro Forghieri, tecnico della Scuderia Ferrari gli propose di dare la colpa ad un problema elettrico, ma Lauda preferì prendersi la responsabilità del ritiro. A Hunt, a quel punto, bastava arrivare quarto (sempre che la gara non fosse stata fermata troppo presto attribuendo così solo la metà dei punti previsti): avrebbe avuto gli stessi punti di Lauda ma avrebbe vinto per un numero maggiore di vittorie (6 per l'inglese, 5 per Lauda).
Nei primi giri Vittorio Brambilla conquistò diverse posizioni. Era già secondo al terzo giro, dopo aver superato Scheckter e Andretti. Successivamente l'italiano della March fu costretto da una foratura a fermarsi ai box, ripartendo ottavo. Anche il giapponese Hoshino risalì terzo posto superando Scheckter al giro 10, favorito dagli pneumatici. Brambilla recuperò rapidamente diverse posizioni, superando Mass, Patrick Depailler e Regazzoni poi Scheckter e Hoshino e al 14º giro fu di nuovo terzo. Il monzese superò poi Mario Andretti, tanto da attaccare James Hunt per il primo posto. Brambilla riuscì a passarlo ma subito dopo perse la testa della gara per un testacoda.
Jochen Mass e Patrick Depailler rinvennero dall retrovie, superando prima Andretti e poi Brambilla. Smise di piovere così venne deciso di completare tutti i giri previsti (73). Guidava James Hunt, davanti a Patrick Depailler, terzo Mario Andretti, poi Mass, Alan Jones con la Surtees e Nilsson. Hunt, in crisi con le coperture, decise di rallentare, venendo superato da Depailler e Andretti, tanto che il quarto posto era sufficiente per guadagnare il titolo 1976. Depailler forò, passò così in testa Andretti. Anche Hunt forò e fu costretto ad un cambio gomme a soli 4 giri dal termine.
Hunt ripartì solo quinto ora, ma nel corso degli ultimi giri l'inglese superò prima Jones, poi Regazzoni (che proprio prima della gara giapponese, era venuto a sapere del mancato rinnovo del suo contratto in Ferrari). Primo fu Mario Andretti, 5 anni dopo la vittoria di Kyalami nel 1971, la Lotus fu di nuovo sul primo gradino del podio dopo 2 anni e ben 31 gran premi. Hunt fu terzo e, così, campione del mondo.

## Risultati

### Risultati dei gran premi
| Gara | Gran Premio                  | Data         | Circuito       | Pole position   | Giro più veloce    | Pilota vincitore | Costruttore           | Resoconto |
| ---- | ---------------------------- | ------------ | -------------- | --------------- | ------------------ | ---------------- | --------------------- | --------- |
| 1    | Gran Premio del Brasile      | 25 gennaio   | Interlagos     | James Hunt      | Jean-Pierre Jarier | Niki Lauda       | Ferrari               | Resoconto |
| 2    | Gran Premio del Sudafrica    | 6 marzo      | Kyalami        | James Hunt      | Niki Lauda         | Niki Lauda       | Ferrari               | Resoconto |
| 3    | Gran Premio degli USA-Ovest  | 28 marzo     | Long Beach     | Clay Regazzoni  | Clay Regazzoni     | Clay Regazzoni   | Ferrari               | Resoconto |
| 4    | Gran Premio di Spagna        | 2 maggio     | Jarama         | James Hunt      | Jochen Mass        | James Hunt       | McLaren-Ford Cosworth | Resoconto |
| 5    | Gran Premio del Belgio       | 16 maggio    | Zolder         | Niki Lauda      | Niki Lauda         | Niki Lauda       | Ferrari               | Resoconto |
| 6    | Gran Premio di Monaco        | 30 maggio    | Montecarlo     | Niki Lauda      | Clay Regazzoni     | Niki Lauda       | Ferrari               | Resoconto |
| 7    | Gran Premio di Svezia        | 13 giugno    | Anderstorp     | Jody Scheckter  | Mario Andretti     | Jody Scheckter   | Tyrrell-Ford Cosworth | Resoconto |
| 8    | Gran Premio di Francia       | 4 luglio     | Le Castellet   | James Hunt      | Niki Lauda         | James Hunt       | McLaren-Ford Cosworth | Resoconto |
| 9    | Gran Premio di Gran Bretagna | 18 luglio    | Brands Hatch   | Niki Lauda      | Niki Lauda         | Niki Lauda       | Ferrari               | Resoconto |
| 10   | Gran Premio di Germania      | 1º agosto    | Nürburgring    | James Hunt      | Jody Scheckter     | James Hunt       | McLaren-Ford Cosworth | Resoconto |
| 11   | Gran Premio d'Austria        | 15 agosto    | Österreichring | James Hunt      | James Hunt         | John Watson      | Penske-Ford Cosworth  | Resoconto |
| 12   | Gran Premio d'Olanda         | 29 agosto    | Zandvoort      | Ronnie Peterson | Clay Regazzoni     | James Hunt       | McLaren-Ford Cosworth | Resoconto |
| 13   | Gran Premio d'Italia         | 12 settembre | Monza          | Jacques Laffite | Ronnie Peterson    | Ronnie Peterson  | March-Ford Cosworth   | Resoconto |
| 14   | Gran Premio del Canada       | 3 ottobre    | Mosport        | James Hunt      | Patrick Depailler  | James Hunt       | McLaren-Ford Cosworth | Resoconto |
| 15   | Gran Premio degli USA-Est    | 10 ottobre   | Watkins Glen   | James Hunt      | James Hunt         | James Hunt       | McLaren-Ford Cosworth | Resoconto |
| 16   | Gran Premio del Giappone     | 24 ottobre   | Monte Fuji     | Mario Andretti  | Jacques Laffite    | Mario Andretti   | Lotus-Ford Cosworth   | Resoconto |

### Risultati delle qualifiche
| Nº | Pilota                   | BRA | RSA | USW | ESP | BEL | MON | SWE | FRA | GBR | GER | AUT | NED | ITA | CAN | USA | JPN |
| -- | ------------------------ | --- | --- | --- | --- | --- | --- | --- | --- | --- | --- | --- | --- | --- | --- | --- | --- |
| 1  | Niki Lauda               | 2   | 2   | 4   | 2   | 1   | 1   | 5   | 2   | 1   | 2   |     |     | 5   | 6   | 5   | 3   |
| 2  | Clay Regazzoni           | 4   | 9   | 1   | 5   | 2   | 2   | 11  | 4   | 4   | 5   |     | 5   | 9   | 12  | 14  | 7   |
| 3  | Jody Scheckter           | 13  | 12  | 11  | 14  | 7   | 5   | 1   | 9   | 8   | 8   | 10  | 8   | 2   | 7   | 2   | 5   |
| 4  | Patrick Depailler        | 9   | 6   | 2   | 3   | 4   | 4   | 4   | 3   | 5   | 3   | 13  | 14  | 4   | 4   | 7   | 13  |
| 5  | Ronnie Peterson          | 18  |     |     |     |     |     |     |     |     |     |     |     |     |     |     |     |
| 5  | Bob Evans                |     | 23  | NQ  |     |     |     |     |     |     |     |     |     |     |     |     |     |
| 5  | Mario Andretti           |     |     |     | 9   | 11  |     | 2   | 7   | 3   | 12  | 9   | 6   | 14  | 5   | 11  | 1   |
| 6  | Mario Andretti           | 16  |     |     |     |     |     |     |     |     |     |     |     |     |     |     |     |
| 6  | Gunnar Nilsson           |     | 25  | 20  | 7   | 22  | 16  | 6   | 12  | 14  | 16  | 4   | 13  | 12  | 15  | 20  | 16  |
| 7  | Carlos Reutemann         | 15  | 11  | 10  | 12  | 12  | 20  | 16  | 10  | 15  | 10  | 14  | 12  |     |     |     |     |
| 7  | Rolf Stommelen           |     |     |     |     |     |     |     |     |     |     |     |     | 11  |     |     |     |
| 7  | Larry Perkins            |     |     |     |     |     |     |     |     |     |     |     |     |     | 19  | 13  | 17  |
| 8  | Carlos Pace              | 10  | 14  | 13  | 11  | 9   | 13  | 10  | 5   | 16  | 7   | 8   | 9   | 3   | 10  | 10  | 6   |
| 9  | Vittorio Brambilla       | 7   | 5   | 8   | 6   | 5   | 9   | 15  | 11  | 10  | 13  | 7   | 7   | 16  | 3   | 4   | 8   |
| 10 | Lella Lombardi           | 22  |     |     |     |     |     |     |     |     |     |     |     |     |     |     |     |
| 10 | Ronnie Peterson          |     | 10  | 6   | 16  | 10  | 3   | 9   | 6   | 7   | 11  | 3   | 1   | 8   | 2   | 3   | 9   |
| 11 | James Hunt               | 1   | 1   | 3   | 1   | 3   | 14  | 8   | 1   | 2   | 1   | 1   | 2   | 24  | 1   | 1   | 2   |
| 12 | Jochen Mass              | 6   | 4   | 14  | 4   | 18  | 11  | 13  | 14  | 12  | 9   | 12  | 15  | 25  | 11  | 17  | 12  |
| 13 | Divina Galica            |     |     |     |     |     |     |     |     | NQ  |     |     |     |     |     |     |     |
| 14 | Ian Ashley               | 21  |     |     |     |     |     |     |     |     |     |     |     |     |     |     |     |
| 15 | Ian Scheckter            |     | 16  |     |     |     |     |     |     |     |     |     |     |     |     |     |     |
| 16 | Jean-Pierre Jarier       | 3   | 15  | 7   | 15  | 14  | 10  | 14  | 15  | 24  | 23  | 18  | 20  | 17  | 18  | 16  | 15  |
| 17 | Tom Pryce                | 12  | 7   | 5   | 22  | 13  | 15  | 12  | 16  | 20  | 18  | 6   | 3   | 15  | 13  | 9   | 14  |
| 18 | Brett Lunger             |     | 20  | NQ  | NQ  | 26  |     | 24  | 23  | 18  | 24  | 16  |     | 23  | 22  | 24  |     |
| 18 | Conny Andersson          |     |     |     |     |     |     |     |     |     |     |     | 26  |     |     |     |     |
| 18 | Noritake Takahara        |     |     |     |     |     |     |     |     |     |     |     |     |     |     |     | 24  |
| 19 | Alan Jones               |     |     | 19  | 20  | 16  | 19  | 18  | 18  | 19  | 14  | 15  | 16  | 18  | 20  | 18  | 20  |
| 20 | Jacky Ickx               | 19  | 19  | NQ  | 21  | NQ  | NQ  |     | 19  | NQ  |     |     |     |     |     |     |     |
| 20 | Arturo Merzario          |     |     |     |     |     |     |     |     |     | 21  | 21  | 23  | 25  | 25  | 25  | 19  |
| 21 | Renzo Zorzi              | 17  |     |     |     |     |     |     |     |     |     |     |     |     |     |     |     |
| 21 | Michel Leclère           |     | 22  | NQ  | 23  | 25  | 18  | 25  | 22  |     |     |     |     |     |     |     |     |
| 21 | Chris Amon               |     |     |     |     |     |     |     |     |     |     |     |     |     | 26  |     |     |
| 21 | Warwick Brown            |     |     |     |     |     |     |     |     |     |     |     |     |     |     | 23  |     |
| 21 | Hans Binder              |     |     |     |     |     |     |     |     |     |     |     |     |     |     |     | 25  |
| 21 | Masami Kuwashima         |     |     |     |     |     |     |     |     |     |     |     |     |     |     |     | 26  |
| 22 | Chris Amon               |     | 18  | 17  | 10  | 8   | 12  | 3   |     | 6   | 17  |     |     |     |     |     |     |
| 22 | Patrick Nève             |     |     |     |     |     |     |     | 26  |     |     |     |     |     |     |     |     |
| 22 | Hans Binder              |     |     |     |     |     |     |     |     |     |     | 19  |     |     |     |     |     |
| 22 | Jacky Ickx               |     |     |     |     |     |     |     |     |     |     |     | 11  | 10  | 16  | 19  |     |
| 24 | Harald Ertl              |     | 24  | NQ  | NQ  | 24  | NQ  | 23  | 27  | 23  | 22  | 20  | 24  | 19  | 23  | 21  | 22  |
| 25 | Emilio Zapico            |     |     |     | NQ  |     |     |     |     |     |     |     |     |     |     |     |     |
| 25 | Guy Edwards              |     |     |     |     | NQ  |     |     | 25  | 25  | 25  |     |     | 23  | 24  |     |     |
| 25 | Rolf Stommelen           |     |     |     |     |     |     |     |     |     |     |     | 25  |     |     |     |     |
| 25 | Alex-Dias Ribeiro        |     |     |     |     |     |     |     |     |     |     |     |     |     |     | 22  |     |
| 26 | Jacques Laffite          | 11  | 8   | 12  | 8   | 6   | 8   | 7   | 13  | 13  | 6   | 5   | 10  | 1   | 9   | 12  | 11  |
| 27 | Mario Andretti           |     | 13  | 15  |     |     |     |     |     |     |     |     |     |     |     |     |     |
| 28 | John Watson              | 8   | 3   | 9   | 13  | 17  | 17  | 17  | 8   | 11  | 19  | 2   | 4   | 26  | 14  | 8   | 4   |
| 30 | Emerson Fittipaldi       | 5   | 21  | 16  | 19  | NQ  | 7   | 21  | 21  | 21  | 20  | 17  | 17  | 20  | 17  | 15  | 23  |
| 31 | Ingo Hoffmannn           | 20  |     | NQ  | NQ  |     |     |     | NQ  |     |     |     |     |     |     |     |     |
| 32 | Loris Kessel             |     |     |     | NQ  | 23  |     | 26  | NQ  |     |     | 25  |     |     |     |     |     |
| 32 | Bob Evans                |     |     |     |     |     |     |     |     | 22  |     |     |     |     |     |     |     |
| 33 | Emilio de Villota        |     |     |     | NQ  |     |     |     |     |     |     |     |     |     |     |     |     |
| 33 | Patrick Nève             |     |     |     |     | 19  |     |     |     |     |     |     |     |     |     |     |     |
| 33 | Jac Nellemann            |     |     |     |     |     |     | NQ  |     |     |     |     |     |     |     |     |     |
| 33 | Damien Magee             |     |     |     |     |     |     |     | NQ  |     |     |     |     |     |     |     |     |
| 33 | Lella Lombardi           |     |     |     |     |     |     |     |     | NQ  |     | 24  |     |     |     |     |     |
| 34 | Hans-Joachim Stuck       | 14  | 17  | 18  | 17  | 15  | 6   | 20  | 17  | 17  | 4   | 11  | 18  | 6   | 8   | 6   | 18  |
| 35 | Arturo Merzario          |     |     | NQ  | 18  | 21  | NQ  | 19  | 20  | 9   |     |     |     |     |     |     |     |
| 35 | Carlos Reutemann         |     |     |     |     |     |     |     |     |     |     |     |     | 7   |     |     |     |
| 36 | Rolf Stommelen           |     |     |     |     |     |     |     |     |     | NQ  |     |     |     |     |     |     |
| 37 | Larry Perkins            |     |     |     | 24  | 20  | NQ  | 22  |     |     |     |     |     |     |     |     |     |
| 37 | Lella Lombardi           |     |     |     |     |     |     |     |     |     | NQ  |     |     |     |     |     |     |
| 37 | Alessandro Pesenti-Rossi |     |     |     |     |     |     |     |     |     |     |     |     | 21  |     |     |     |
| 38 | Henri Pescarolo          |     |     |     |     |     | NQ  |     | 24  | 26  | NQ  | 22  | 22  | 22  | 21  | 26  |     |
| 39 | Alessandro Pesenti-Rossi |     |     |     |     |     |     |     |     |     |     | 23  |     |     |     |     |     |
| 39 | Boy Hayje                |     |     |     |     |     |     |     |     |     |     |     | 21  |     |     |     |     |
| 39 | Otto Stuppacher          |     |     |     |     |     |     |     |     |     |     |     |     | 26  | NQ  | NQ  |     |
| 40 | Mike Wilds               |     |     |     |     |     |     |     |     | NQ  |     |     |     |     |     |     |     |
| 40 | Alessandro Pesenti-Rossi |     |     |     |     |     |     |     |     |     | 26  |     | NQ  |     |     |     |     |
| 40 | Larry Perkins            |     |     |     |     |     |     |     |     |     |     |     |     | 13  |     |     |     |
| 42 | Loris Kessel             |     |     |     |     |     |     |     |     |     |     |     |     | NQ  |     |     |     |
| 51 | Masahiro Hasemi          |     |     |     |     |     |     |     |     |     |     |     |     |     |     |     | 10  |
| 52 | Kazuyoshi Hoshino        |     |     |     |     |     |     |     |     |     |     |     |     |     |     |     | 21  |
| 54 | Tony Trimmer             |     |     |     |     |     |     |     |     |     |     |     |     |     |     |     | NQ  |
| 77 | Rolf Stommelen           |     |     |     |     |     |     |     |     |     | 15  |     |     |     |     |     |     |
| Nº | Pilota                   | BRA | RSA | USW | ESP | BEL | MON | SWE | FRA | GBR | GER | AUT | NED | ITA | CAN | USA | JPN |

## Classifiche

### Sistema di punteggio
Al primo andavano 9 punti, 6 al secondo, 4 al terzo, 3 al quarto, 2 al quinto e 1 al sesto classificato. Non erano assegnati punti a chi compiva il giro più veloce od otteneva la pole position. Per la regola degli scarti, all'assegnazione del Campionato erano validi i migliori sette risultati delle prime 8 corse e i migliori sette delle ultime 8; tuttavia in questa stagione nessuno si trovò nella condizione di dover scartare punti.

### Classifica piloti
| Pos. | Pilota                   |     |     |     |     |     |     |     |     |     |     |     |     |     |     |     |     | Punti |
| ---- | ------------------------ | --- | --- | --- | --- | --- | --- | --- | --- | --- | --- | --- | --- | --- | --- | --- | --- | ----- |
| 1    | James Hunt               | Rit | 2   | Rit | 1   | Rit | Rit | 5   | 1   | SQ  | 1   | 4   | 1   | Rit | 1   | 1   | 3   | 69    |
| 2    | Niki Lauda               | 1   | 1   | 2   | 2   | 1   | 1   | 3   | Rit | 1   | Rit | INF | INF | 4   | 8   | 3   | Rit | 68    |
| 3    | Jody Scheckter           | 5   | 4   | Rit | Rit | 4   | 2   | 1   | 6   | 2   | 2   | Rit | 5   | 5   | 4   | 2   | Rit | 49    |
| 4    | Patrick Depailler        | 2   | 9   | 3   | Rit | Rit | 3   | 2   | 2   | Rit | Rit | Rit | 7   | 6   | 2   | Rit | 2   | 39    |
| 5    | Clay Regazzoni           | 7   | Rit | 1   | 11  | 2   | 14* | 6   | Rit | SQ  | 9   | WD  | 2   | 2   | 6   | 7   | 5   | 31    |
| 6    | Mario Andretti           | Rit | 6   | Rit | Rit | Rit |     | Rit | 5   | Rit | 12  | 5   | 3   | Rit | 3   | Rit | 1   | 22    |
| 7    | John Watson              | Rit | 5   | NC  | Rit | 7   | 10  | Rit | 3   | 3   | 7   | 1   | Rit | 11  | 10  | 6   | Rit | 20    |
| 8    | Jacques Laffite          | Rit | Rit | 4   | 12  | 3   | 12* | 4   | 14  | SQ  | Rit | 2   | Rit | 3   | Rit | Rit | 7   | 20    |
| 9    | Jochen Mass              | 6   | 3   | 5   | Rit | 6   | 5   | 11  | 15  | Rit | 3   | 7   | 9   | Rit | 5   | 4   | Rit | 19    |
| 10   | Gunnar Nilsson           |     | Rit | Rit | 3   | Rit | Rit | Rit | Rit | Rit | 5   | 3   | Rit | 13  | 12  | Rit | 6   | 11    |
| 11   | Ronnie Peterson          | Rit | Rit | 10  | Rit | Rit | Rit | 7   | 19* | Rit | Rit | 6   | Rit | 1   | 9   | Rit | Rit | 10    |
| 12   | Tom Pryce                | 3   | 7   | Rit | 8   | 10  | 7   | 9   | 8   | 4   | 8   | Rit | 4   | 8   | 11  | Rit | Rit | 10    |
| 13   | Hans-Joachim Stuck       | 4   | 12  | Rit | Rit | Rit | 4   | Rit | 7   | Rit | Rit | Rit | Rit | Rit | Rit | 5   | Rit | 8     |
| 14   | Carlos Pace              | 10  | Rit | 9   | 6   | Rit | 9   | 8   | 4   | 8   | 4   | Rit | Rit | Rit | 7   | Rit | Rit | 7     |
| 15   | Alan Jones               |     |     | NC  | 9   | 5   | Rit | 13  | Rit | 5   | 10  | Rit | 8   | 12  | 16  | 8   | 4   | 7     |
| 16   | Carlos Reutemann         | 12* | Rit | Rit | 4   | Rit | Rit | Rit | 11  | Rit | Rit | Rit | Rit | 9   |     |     |     | 3     |
| 17   | Emerson Fittipaldi       | 13  | 17* | 6   | Rit | NQ  | 6   | Rit | Rit | 6   | 13  | Rit | Rit | 15  | Rit | 9   | Rit | 3     |
| 18   | Chris Amon               |     | 14  | 8   | 5   | Rit | 13  | Rit |     | Rit | Rit | NA  |     |     | NP  |     |     | 2     |
| 19   | Vittorio Brambilla       | Rit | 8   | Rit | Rit | Rit | Rit | 10  | Rit | Rit | Rit | Rit | 6   | 7   | 14  | Rit | Rit | 1     |
| 20   | Rolf Stommelen           |     |     |     |     |     |     |     |     |     | 6   |     | 12  | Rit |     |     |     | 1     |
| -    | Harald Ertl              |     | 15  | NQ  | NQ  | Rit | NQ  | Rit | Rit | 7   | Rit | 8   | Rit | 16* | NP  | 13  | 8   | 0     |
| -    | Jean-Pierre Jarier       | Rit | Rit | 7   | Rit | 9   | 8   | 12  | 12  | 9   | 11  | Rit | 10  | 19  | 18  | 10  | 10  | 0     |
| -    | Jacky Ickx               | 8   | 16  | NQ  | 7   | NQ  | NQ  |     | 10  | NQ  |     |     | Rit | 10  | 13  | Rit |     | 0     |
| -    | Larry Perkins            |     |     |     | 13  | 8   | NQ  | Rit |     |     |     | NA  | Rit | Rit | 17  | Rit | Rit | 0     |
| -    | Henri Pescarolo          |     |     |     |     |     | NQ  |     | Rit | Rit | NQ  | 9   | 11  | 17  | 19  | NC  |     | 0     |
| -    | Arturo Merzario          |     |     | NQ  | Rit | Rit | NQ  | 14* | 9   | Rit | Rit | Rit | Rit | NP  | Rit | Rit | Rit | 0     |
| -    | Renzo Zorzi              | 9   |     |     |     |     |     |     |     |     |     |     |     |     |     |     |     | 0     |
| -    | Noritake Takahara        |     |     |     |     |     |     |     |     |     |     |     |     |     |     |     | 9   | 0     |
| -    | Michel Leclère           |     | 13  | NQ  | 10  | 11  | 11  | Rit | 13  |     |     |     |     |     |     |     |     | 0     |
| -    | Brett Lunger             |     | 11  | NQ  | NQ  | Rit |     | 15  | 16  | Rit | Rit | 10* |     | 14  | 15  | 11  |     | 0     |
| -    | Bob Evans                |     | 10  | NQ  |     |     |     |     |     |     |     |     |     |     |     |     |     | 0     |
| -    | Alessandro Pesenti-Rossi |     |     |     |     |     |     |     |     |     | 14  | 11  | NQ  | 18  |     |     |     | 0     |
| -    | Ingo Hoffmannn           | 11  |     | NQ  | NQ  | NA  |     |     | NQ  | NA  |     |     |     |     |     |     |     | 0     |
| -    | Masahiro Hasemi          |     |     |     |     |     |     |     |     |     |     |     |     |     |     |     | 11  | 0     |
| -    | Loris Kessel             |     |     |     | NQ  | 12  |     | Rit | NQ  |     |     | NC  |     | WD  |     |     |     | 0     |
| -    | Lella Lombardi           | 14  |     |     |     |     |     |     | NQ  | NQ  | 12  |     | NA  |     |     |     |     | 0     |
| -    | Alex-Dias Ribeiro        |     |     |     |     |     |     |     |     |     |     |     |     |     |     | 12  |     | 0     |
| -    | Warwick Brown            |     |     |     |     |     |     |     |     |     |     |     |     |     |     | 14  |     | 0     |
| -    | Guy Edwards              |     |     |     |     | NQ  |     |     | 17  | Rit | 15  |     | INF | NP  | 20  |     |     | 0     |
| -    | Patrick Nève             |     |     |     |     | Rit |     |     | 18  |     |     |     |     |     |     |     |     | 0     |
| -    | Hans Binder              |     |     |     |     |     |     |     |     |     |     | Rit |     |     |     |     | Rit | 0     |
| -    | Ian Ashley               | Rit | NA  |     |     |     |     |     |     |     |     |     |     |     |     |     |     | 0     |
| -    | Ian Scheckter            |     | Rit |     |     |     |     |     |     |     |     |     |     |     |     |     |     | 0     |
| -    | Boy Hayje                |     |     |     |     |     |     |     |     |     |     |     | Rit |     |     |     |     | 0     |
| -    | Conny Andersson          |     |     |     |     |     |     |     |     |     |     |     | Rit |     |     |     |     | 0     |
| -    | Kazuyoshi Hoshino        |     |     |     |     |     |     |     |     |     |     |     |     |     |     |     | Rit | 0     |
| -    | Otto Stuppacher          |     |     |     |     |     |     |     |     |     |     | ES  |     | NP  | NQ  | NQ  |     | 0     |
| -    | Emilio de Villota        |     |     |     | NQ  |     |     |     |     |     |     |     |     |     |     |     |     | 0     |
| -    | Emilio Zapico            |     |     |     | NQ  |     |     |     |     |     |     |     |     |     |     |     |     | 0     |
| -    | Jac Nellemann            |     |     |     |     |     |     | NQ  |     |     |     |     |     |     |     |     |     | 0     |
| -    | Damien Magee             |     |     |     |     |     |     |     | NQ  |     |     |     |     |     |     |     |     | 0     |
| -    | Mike Wilds               |     |     |     |     |     |     |     |     | NQ  |     |     |     |     |     |     |     | 0     |
| -    | Divina Galica            |     |     |     |     |     |     |     |     | NQ  |     |     |     |     |     |     |     | 0     |
| -    | Tony Trimmer             |     |     |     |     |     |     |     |     |     |     |     |     |     |     |     | NQ  | 0     |
| -    | Karl Oppitzhauser        |     |     |     |     |     |     |     |     |     |     | ES  |     |     |     |     |     | 0     |
| -    | Antonio Bernardo         |     |     |     |     | NA  |     |     |     |     |     |     |     |     |     |     |     | 0     |
| Pos. | Pilota                   |     |     |     |     |     |     |     |     |     |     |     |     |     |     |     |     | Punti |

| Legenda | 1º posto     | 2º posto | 3º posto    | A punti         | Senza punti/Non class.  | Grassetto – Pole position Corsivo – Giro più veloce |
| Legenda | Squalificato | Ritirato | Non partito | Non qualificato | Solo prove/Terzo pilota | Grassetto – Pole position Corsivo – Giro più veloce |

* Indica quei piloti che non hanno terminato la gara ma sono ugualmente classificati avendo coperto, come previsto dal regolamento, almeno il 90% della distanza totale.

### Classifica costruttori
Solo la prima vettura di ogni costruttore marca punti. Contano i 7 migliori risultati dei primi 8 gp, e 7 degli ultimi 8. Solo la McLaren-Ford Cosworth è costretta a scartare un punto. La classifica indica il miglior piazzamento ottenuto da una delle vetture dello stesso costruttore. Il grassetto indica che una vettura di quel costruttore ha ottenuto la pole, il corsivo indica il giro veloce, anche se non ottenuti dalla vettura che ha marcato la posizione migliore.
(Legenda) (risultati in grassetto indicano la pole position, risultati in corsivo indicano il giro veloce)
| Pos. | Costruttore                         | BRA | RSA | USW | ESP | BEL | MON | SWE | FRA | GBR | GER | AUT | NED | ITA | CAN | USA | JPN | Punti   |
| ---- | ----------------------------------- | --- | --- | --- | --- | --- | --- | --- | --- | --- | --- | --- | --- | --- | --- | --- | --- | ------- |
| 1    | Ferrari                             | 1   | 1   | 1   | 2   | 1   | 1   | 3   | Rit | 1   | 9   |     | 2   | 2   | 6   | 3   | 5   | 83      |
| 2    | McLaren- Ford Cosworth              | 6   | 2   | 5   | 1   | (6) | 5   | 5   | 1   | Rit | 1   | 4   | 1   | Rit | 1   | 1   | 3   | 74 (75) |
| 3    | Tyrrell- Ford Cosworth              | 2   | 4   | 3   | Rit | 4   | 2   | 1   | 2   | 2   | 2   | 11  | 5   | 5   | 2   | 2   | 2   | 71      |
| 4    | Lotus-Ford Cosworth                 | Rit | 10  | Rit | 3   | Rit | Rit | Rit | 5   | Rit | 5   | 3   | 3   | 13  | 3   | Rit | 1   | 29      |
| 5    | Penske-Ford Cosworth                | Rit | 5   | NC  | Rit | 7   | 10  | Rit | 3   | 3   | 7   | 1   | Rit | 11  | 10  | 6   | Rit | 20      |
| 6    | Ligier-Matra                        | Rit | Rit | 4   | 12  | 3   | 12* | 4   | 14  | Rit | Rit | 2   | Rit | 3   | Rit | Rit | 7   | 20      |
| 7    | March-Ford Cosworth                 | 4   | 8   | 10  | Rit | Rit | 4   | 7   | 7   | Rit | Rit | 6   | 6   | 1   | 9   | 5   | Rit | 19      |
| 8    | Shadow-Ford Cosworth                | 3   | 7   | 7   | 8   | 9   | 7   | 9   | 8   | 4   | 8   | Rit | 4   | 8   | 11  | 10  | 10  | 10      |
| 9    | Brabham-Alfa Romeo                  | 10  | Rit | 9   | 4   | Rit | 9   | 8   | 4   | 8   | 4   | Rit | Rit | Rit | 7   | Rit | Rit | 9       |
| 10   | Surtees-Ford Cosworth               |     | 11  | NC  | 9   | 5   | Rit | 13  | 16  | 5   | 10  | 9   | 8   | 12  | 15  | 8   | 4   | 7       |
| 11   | Copersucar Fittipaldi-Ford Cosworth | 13  | 17* | 6   | Rit | NQ  | 6   | Rit | Rit | 6   | 13  | Rit | Rit | 15  | Rit | 9   | Rit | 3       |
| 12   | Ensign-Ford-Cosworth                |     | 14  | 8   | 5   | Rit | 13  | Rit | 18  | Rit | Rit | Rit | Rit | 10  | 13  | Rit |     | 2       |
| 13   | Parnelli-Ford Cosworth              |     | 6   | Rit |     |     |     |     |     |     |     |     |     |     |     |     |     | 1       |
| 14   | Hesketh-Ford Cosworth               |     | 15  | NQ  | NQ  | Rit | NQ  | Rit | 17  | 7   | 15  | 8   | 12  | 16* | 20  | 12  | 8   | 0       |
| 15   | Wolf-Williams-Ford Cosworth         | 8   | 13  | NQ  | 7   | 11  | 11  | Rit | 10  | NQ  | Rit | Rit | Rit | NP  | Rit | 14  | Rit | 0       |
| 16   | Boro-Ford Cosworth                  |     |     |     | 13  | 8   | NQ  | Rit |     |     | NA  |     | Rit | Rit |     |     |     | 0       |
| 17   | Williams-Ford Cosworth              |     |     |     | NQ  |     |     |     |     |     |     |     |     |     |     |     |     | 0       |
| 18   | Kojima-Ford Cosworth                |     |     |     |     |     |     |     |     |     |     |     |     |     |     |     | 11  | 0       |
| 19   | Brabham-Ford Cosworth               |     |     |     | NQ  | 12  |     | Rit | NQ  | Rit | NQ  | 12  |     |     |     |     |     | 0       |
| 20   | BRM                                 | Rit |     |     |     |     |     |     |     |     |     |     |     |     |     |     |     | 0       |
| 21   | Maki-Ford Cosworth                  |     |     |     |     |     |     |     |     |     |     |     |     |     |     |     | NQ  | 0       |
| Pos. | Costruttore                         | BRA | RSA | USW | ESP | BEL | MON | SWE | FRA | GBR | GER | AUT | NED | ITA | CAN | USA | JPN | Punti   |

| Colore  | Risultati                                                         |
| ------- | ----------------------------------------------------------------- |
| Oro     | Vincitore                                                         |
| Argento | 2º posto                                                          |
| Bronzo  | 3º posto                                                          |
| Verde   | Finita, a punti                                                   |
| Blu     | Finita, senza punti Finita, non classificato (NC)                 |
| Viola   | Non finita (Rit)                                                  |
| Rosso   | Non qualificato (NQ) Non pre-qualificato (NPQ)                    |
| Nero    | Squalificato (SQ)                                                 |
| Bianco  | Non partito (NP)                                                  |
| Celeste | Disputa solo le prove (SP)                                        |
| Celeste | Iscritto alle prove libere - Terzo pilota (TP) - dal 2003 al 2006 |
| Vuoto   | Non prende parte alle prove (NPR)                                 |
| Vuoto   | Iscritto ma non presente, non arrivato (NA)                       |
| Vuoto   | Ritirato prima dell'evento (WD)                                   |
| Vuoto   | Infortunato (INF)                                                 |
| Vuoto   | Escluso (ES)                                                      |
| Vuoto   | Gara cancellata (C)                                               |

* Indica quelle vetture che non hanno terminato la gara ma sono ugualmente classificate avendo coperto, come previsto dal regolamento, almeno il 90% della distanza totale.

## Gare non valide per il Mondiale
Nella stagione vennero disputate anche due gare non valide per il campionato del mondo. Per sostituire il Gran Premio d'Argentina venne prospettata la possibilità di tenere una gara non valida per il campionato in Brasile, in aggiunta al gran premio nazionale.
| Gara | Gran Premio               | Data      | Circuito     | Pole Position  | GPV        | Vincitore  | Costruttore           | Resoconto |
| ---- | ------------------------- | --------- | ------------ | -------------- | ---------- | ---------- | --------------------- | --------- |
| 1    | Race of Champions         | 14 marzo  | Brands Hatch | Jody Scheckter | James Hunt | James Hunt | McLaren-Ford Cosworth | Resoconto |
| 2    | BRDC International Trophy | 11 aprile | Silverstone  | James Hunt     | James Hunt | James Hunt | McLaren-Ford Cosworth | Resoconto |

Dal 1976 non si disputò più il Campionato sudafricano di Formula 1; in compenso nacque, in Regno Unito, la Formula Shellsport G8 International, che sostituì il campionato britannico di Formula 5000. A questo nuovo campionato vennero ammesse non solo vetture di F5000, ma anche di F1.